# VVV-Venlo in het seizoen 2008/09
Dit artikel geeft een overzicht van VVV-Venlo in het seizoen 2008/2009.

## Selectie 2008 – 2009
| Nr.           | Naam                | Nat.                 | Geb. dat.  | Contract |
| Keepers       | Keepers             | Keepers              | Keepers    | Keepers  |
| ------------- | ------------------- | -------------------- | ---------- | -------- |
|               | Kevin Begois        | België               | 13-05-1982 | 2011     |
|               | Robert Böhm         | Duitsland            | 28-03-1988 | amateur  |
|               | Rob Kuijpers        | Nederland            | 21-05-1990 | amateur  |
|               | Danny Wintjens      | Nederland            | 30-09-1983 | 2009     |
| Verdedigers   |                     |                      |            |          |
|               | Niels Fleuren       | Nederland            | 01-11-1986 | 2010     |
|               | Frank van Kouwen    | Nederland            | 02-07-1980 | 2011     |
|               | Mike Mampuya        | België               | 17-01-1983 | 2009     |
|               | Peter Reekers       | Nederland            | 02-06-1981 | 2009     |
|               | Ferry de Regt       | Nederland            | 29-08-1988 | 2009     |
|               | Michael Timisela    | Nederland            | 05-05-1986 | 2009     |
|               | Sjors Verdellen     | Nederland            | 29-11-1981 | 2010     |
|               | Robert Willemse     | Nederland            | 10-01-1989 | 2009     |
| Middenvelders |                     |                      |            |          |
|               | Adil Auassar        | Nederland            | 06-10-1986 | 2010     |
|               | Kevin van Dessel    | België               | 09-04-1979 | 2010     |
|               | Keisuke Honda       | Japan                | 13-06-1986 | 2011     |
|               | Leon Kantelberg     | Nederlandse Antillen | 15-07-1978 | 2009     |
|               | Quin Kruijsen       | Nederland            | 27-11-1990 | amateur  |
|               | Ken Leemans         | België               | 05-01-1983 | 2009     |
|               | Noud Schoolmeesters | Nederland            | 30-10-1989 | amateur  |
| Aanvallers    |                     |                      |            |          |
|               | Sandro Calabro      | Nederland            | 11-04-1983 | 2009     |
|               | Soufiane Dadda      | Nederland            | 18-06-1990 | 2010     |
|               | Samir El Gaaouiri   | Nederland            | 28-05-1984 | 2009     |
|               | Marnix Kolder       | Nederland            | 31-01-1983 | 2011     |
|               | Rico Kuijpers       | Nederland            | 04-09-1987 | amateur  |
|               | Rachid Ofrany       | Nederland            | 17-01-1987 | 2009     |
|               | Ruben Schaken       | Nederland            | 03-04-1982 | 2010     |
|               | Rick Verbeek        | Nederland            | 14-12-1988 | 2009     |

### Aangetrokken spelers
| Nat.      | Naam                | Van               | Bijzonderheden |
| Zomer     | Zomer               | Zomer             | Zomer          |
| --------- | ------------------- | ----------------- | -------------- |
| Duitsland | Robert Böhm         | SV Straelen       | Amateur        |
| Nederland | Soufiane Dadda      | Eigen jeugd       | Amateur        |
| België    | Kevin van Dessel    | STVV Sint-Truiden | Transfervrij   |
| Nederland | Marnix Kolder       | FC Groningen      | € 125.000,-    |
| Nederland | Frank van Kouwen    | Roda JC           | € 100.000,-    |
| Nederland | Rico Kuijpers       | Eigen jeugd       | Amateur        |
| Nederland | Ruben Schaken       | BV Veendam        | Transfervrij   |
| Nederland | Noud Schoolmeesters | Eigen jeugd       | Amateur        |
| Najaar    |                     |                   |                |
| Nederland | Quin Kruijsen       | Eigen jeugd       | Amateur        |

### Vertrokken spelers
| Nat.      | Naam               | Naar          | Bijzonderheden                          |
| Zomer     | Zomer              | Zomer         | Zomer                                   |
| --------- | ------------------ | ------------- | --------------------------------------- |
| Marokko   | Nordin Amrabat     | PSV           | € 2.300.000,-                           |
| België    | Siebe Blondelle    | FCV Dender EH | Was gehuurd van Vitesse                 |
| Nederland | Frank Broers       | FC Emmen      | Transfervrij                            |
| Nederland | Raymond van Driel  | VV Arnhemia   | Transfervrij                            |
| Nederland | Maico Gerritsen    | Bocholter VV  | Was verhuurd aan KFC Verbroedering Geel |
| Nederland | Paul Jans          | FC Den Bosch  | Was verhuurd aan Rot-Weiss Essen        |
| Nederland | Robin Janssen      | De Treffers   | Transfervrij                            |
| Nederland | Peter Jungschläger | De Graafschap | € 100.000,-                             |
| Nederland | Ekrem Kahya        | ADO Den Haag  | Transfervrij                            |
| Nederland | Edwin Linssen      | Roda JC       | Transfervrij                            |
| Nederland | Jason Oost         | De Graafschap | Transfervrij                            |
| Frankrijk | Karim Soltani      | ADO Den Haag  | Transfervrij                            |

### Staf
| Jan van Dijk       | hoofdtrainer                    |
| Wil Boessen        | assistent-trainer               |
| Ben van Dael       | assistent-trainer               |
| Wim Jacobs         | keeperstrainer                  |
| Ben van Dael       | hoofd jeugdopleiding            |
| Jan Heijkers       | hoofd scouting                  |
| Nol Hornix         | conditie- en revalidatietrainer |
| Jan Reijmer        | verzorger                       |
| Rob Eijkelenboom   | teamarts                        |
| Sjoerd Kaarsemaker | orthopedisch chirurg            |

## Wedstrijden

### Eerste Divisie
Speelronde 1:
| Vrijdag 8 augustus 2008, 20:00                                                   | VVV-Venlo                                                     | 5-0 (1-0) | Go Ahead Eagles | Opstelling VVV-Venlo | Opstelling Go Ahead Eagles |  |
| Stadion: Seacon Stadion - De Koel -, Venlo Toeschouwers: 5.512 Arbiter: Makkelie | El Gaaouiri 18' Schaken 58' Schaken 77' Calabro 84' Dadda 87' |           |                 | Begois, Mampuya, Van Kouwen , Verdellen, Fleuren, Leemans, Timisela, Van Dessel 63' ( Verbeek), Schaken , Kolder 73' ( Calabro), El Gaaouiri 68' ( Dadda) | Pasveer, Bakkati , Bus, Te Boekhorst, Vosselman, Oosthout 45' ( Kieftenbeld), Vlug 57' ( Çolak), Türk, Ahahaoui, Wissink, Van Dijk 78' ( Van der Wal) |  |
| Stadion: Seacon Stadion - De Koel -, Venlo Toeschouwers: 5.512 Arbiter: Makkelie |                                                               |           |                 | Begois, Mampuya, Van Kouwen , Verdellen, Fleuren, Leemans, Timisela, Van Dessel 63' ( Verbeek), Schaken , Kolder 73' ( Calabro), El Gaaouiri 68' ( Dadda) | Pasveer, Bakkati , Bus, Te Boekhorst, Vosselman, Oosthout 45' ( Kieftenbeld), Vlug 57' ( Çolak), Türk, Ahahaoui, Wissink, Van Dijk 78' ( Van der Wal) |  |
| Stadion: Seacon Stadion - De Koel -, Venlo Toeschouwers: 5.512 Arbiter: Makkelie |                                                               |           |                 | Begois, Mampuya, Van Kouwen , Verdellen, Fleuren, Leemans, Timisela, Van Dessel 63' ( Verbeek), Schaken , Kolder 73' ( Calabro), El Gaaouiri 68' ( Dadda) | Pasveer, Bakkati , Bus, Te Boekhorst, Vosselman, Oosthout 45' ( Kieftenbeld), Vlug 57' ( Çolak), Türk, Ahahaoui, Wissink, Van Dijk 78' ( Van der Wal) |  |
|                                                                                  |                                                               |           |                 | | |  |

Speelronde 2:
| Vrijdag 15 augustus 2008, 20:00                                         | SC Cambuur Leeuwarden        | 2-0 (0-0) | VVV-Venlo | Opstelling SC Cambuur Leeuwarden | Opstelling VVV-Venlo |  |
| Stadion: Cambuurstadion, Leeuwarden Toeschouwers: 7.492 Arbiter: Winter | Van der Heide 51' Maachi 57' |           |           | Van der Vlag, Van der Ree , Brack, R. Jansen, M. Jansen , Wegh , Van der Heide 90+1' ( Bonifacio), Guijt, El Khalifi 82' ( A. Jansen), Ter Heide, Maachi | Begois, Mampuya, Van Kouwen , Reekers, Fleuren, Leemans, Van Dessel 62' ( Auassar), Timisela 66' ( Calabro), Schaken, Kolder, El Gaaouiri 77' ( Dadda) |  |
| Stadion: Cambuurstadion, Leeuwarden Toeschouwers: 7.492 Arbiter: Winter |                              |           |           | Van der Vlag, Van der Ree , Brack, R. Jansen, M. Jansen , Wegh , Van der Heide 90+1' ( Bonifacio), Guijt, El Khalifi 82' ( A. Jansen), Ter Heide, Maachi | Begois, Mampuya, Van Kouwen , Reekers, Fleuren, Leemans, Van Dessel 62' ( Auassar), Timisela 66' ( Calabro), Schaken, Kolder, El Gaaouiri 77' ( Dadda) |  |
| Stadion: Cambuurstadion, Leeuwarden Toeschouwers: 7.492 Arbiter: Winter |                              |           |           | Van der Vlag, Van der Ree , Brack, R. Jansen, M. Jansen , Wegh , Van der Heide 90+1' ( Bonifacio), Guijt, El Khalifi 82' ( A. Jansen), Ter Heide, Maachi | Begois, Mampuya, Van Kouwen , Reekers, Fleuren, Leemans, Van Dessel 62' ( Auassar), Timisela 66' ( Calabro), Schaken, Kolder, El Gaaouiri 77' ( Dadda) |  |
|                                                                         |                              |           |           | | |  |

Speelronde 3:
| Vrijdag 22 augustus 2008, 20:00                                             | FC Eindhoven | 1-3 (0-1) | VVV-Venlo                              | Opstelling FC Eindhoven | Opstelling VVV-Venlo |  |
| Stadion: Jan Louwers Stadion, Eindhoven Toeschouwers: 1.965 Arbiter: Bossen | Koç 90+1'    |           | 45' Van Kouwen 89' Schaken 90' Calabro | Hendriks, Tahapary, Verheyen , Paridaans, Petersen, Agyeman, Asubonteng , Van Brakel 14' ( Netteb), Nelemans 87' ( Van Son ), Koç, Diaz , 85' | Begois, Mampuya, Van Kouwen , Reekers, Fleuren, Leemans , Van Dessel, Timisela 46' ( Honda), Schaken, Kolder 46' ( Calabro), El Gaaouiri 78' ( Ofrany) |  |
| Stadion: Jan Louwers Stadion, Eindhoven Toeschouwers: 1.965 Arbiter: Bossen |              |           |                                        | Hendriks, Tahapary, Verheyen , Paridaans, Petersen, Agyeman, Asubonteng , Van Brakel 14' ( Netteb), Nelemans 87' ( Van Son ), Koç, Diaz , 85' | Begois, Mampuya, Van Kouwen , Reekers, Fleuren, Leemans , Van Dessel, Timisela 46' ( Honda), Schaken, Kolder 46' ( Calabro), El Gaaouiri 78' ( Ofrany) |  |
| Stadion: Jan Louwers Stadion, Eindhoven Toeschouwers: 1.965 Arbiter: Bossen |              |           |                                        | Hendriks, Tahapary, Verheyen , Paridaans, Petersen, Agyeman, Asubonteng , Van Brakel 14' ( Netteb), Nelemans 87' ( Van Son ), Koç, Diaz , 85' | Begois, Mampuya, Van Kouwen , Reekers, Fleuren, Leemans , Van Dessel, Timisela 46' ( Honda), Schaken, Kolder 46' ( Calabro), El Gaaouiri 78' ( Ofrany) |  |
|                                                                             |              |           |                                        | | |  |

Speelronde 4:
| Vrijdag 29 augustus 2008, 20:00                                                    | VVV-Venlo       | 1-1 (0-1) | FC Zwolle       | Opstelling VVV-Venlo                                                                                                   | Opstelling FC Zwolle |  |
| Stadion: Seacon Stadion - De Koel -, Venlo Toeschouwers: 6.000 Arbiter: Van Sichem | El Gaaouiri 67' |           | 7' Van der Haar | Begois, Mampuya, Van Kouwen , Verdellen, Fleuren, Timisela, Leemans, Honda, Schaken , Kolder 66' ( Dadda), El Gaaouiri | Boer, Van der Wal , Botteghin, Kaprálik, Giglio , Görner , Bakker 71' ( Huymans), Van der Haar, Guarino 59' ( Gnodde ), Plat 88' ( Reijnders), Boerrigter |  |
| Stadion: Seacon Stadion - De Koel -, Venlo Toeschouwers: 6.000 Arbiter: Van Sichem |                 |           |                 | Begois, Mampuya, Van Kouwen , Verdellen, Fleuren, Timisela, Leemans, Honda, Schaken , Kolder 66' ( Dadda), El Gaaouiri | Boer, Van der Wal , Botteghin, Kaprálik, Giglio , Görner , Bakker 71' ( Huymans), Van der Haar, Guarino 59' ( Gnodde ), Plat 88' ( Reijnders), Boerrigter |  |
| Stadion: Seacon Stadion - De Koel -, Venlo Toeschouwers: 6.000 Arbiter: Van Sichem |                 |           |                 | Begois, Mampuya, Van Kouwen , Verdellen, Fleuren, Timisela, Leemans, Honda, Schaken , Kolder 66' ( Dadda), El Gaaouiri | Boer, Van der Wal , Botteghin, Kaprálik, Giglio , Görner , Bakker 71' ( Huymans), Van der Haar, Guarino 59' ( Gnodde ), Plat 88' ( Reijnders), Boerrigter |  |
|                                                                                    |                 |           |                 | | |  |

Speelronde 5:
| Vrijdag 5 september 2008, 20:00                                             | RKC Waalwijk      | 1-1 (0-1) | VVV-Venlo   | Opstelling RKC Waalwijk | Opstelling VVV-Venlo |  |
| Stadion: Mandemakers Stadion, Waalwijk Toeschouwers: 4.258 Arbiter: Kuipers | Berger 81' (pen.) |           | 10' Leemans | Zwarthoed, D. Mulder 75' ( Vink), Gudde , Van Mosselveld, Snoyl 59' ( Jongsma), Berger, H. Mulder , Maas, Garcia, Benson 46' ( Remacle), Benschop | Begois, Mampuya , Van Kouwen , Verdellen , Fleuren, Timisela 71' ( Van Dessel), Leemans, Honda, Schaken, Kolder 78' ( Verbeek), El Gaaouiri |  |
| Stadion: Mandemakers Stadion, Waalwijk Toeschouwers: 4.258 Arbiter: Kuipers |                   |           |             | Zwarthoed, D. Mulder 75' ( Vink), Gudde , Van Mosselveld, Snoyl 59' ( Jongsma), Berger, H. Mulder , Maas, Garcia, Benson 46' ( Remacle), Benschop | Begois, Mampuya , Van Kouwen , Verdellen , Fleuren, Timisela 71' ( Van Dessel), Leemans, Honda, Schaken, Kolder 78' ( Verbeek), El Gaaouiri |  |
| Stadion: Mandemakers Stadion, Waalwijk Toeschouwers: 4.258 Arbiter: Kuipers |                   |           |             | Zwarthoed, D. Mulder 75' ( Vink), Gudde , Van Mosselveld, Snoyl 59' ( Jongsma), Berger, H. Mulder , Maas, Garcia, Benson 46' ( Remacle), Benschop | Begois, Mampuya , Van Kouwen , Verdellen , Fleuren, Timisela 71' ( Van Dessel), Leemans, Honda, Schaken, Kolder 78' ( Verbeek), El Gaaouiri |  |
| Bijz.: Rode kaart voor RKC-trainer Brood in de 77e minuut.                  |                   |           |             | | |  |

Speelronde 6:
| Vrijdag 12 september 2008, 20:00                                                   | VVV-Venlo                     | 2-0 (1-0) | FC Den Bosch | Opstelling VVV-Venlo | Opstelling FC Den Bosch |  |
| Stadion: Seacon Stadion - De Koel -, Venlo Toeschouwers: 5.732 Arbiter: Van Egmond | Kolder 30' (pen.) Calabro 82' |           |              | Begois, Timisela, Verdellen , Reekers, Fleuren, Verbeek 80' ( Dadda), Leemans, Honda, Schaken, Kolder 71' ( Calabro), El Gaaouiri 25' ( Kantelberg) | Zaari, De Boer, Scheimann 87' ( Alışkan), Göbel , Peters, El Makrini 75' ( Matusiwa), Aborah , Van Moorsel, Barakat, Van der Biezen, El Idrissi 46' ( Van den Berg) |  |
| Stadion: Seacon Stadion - De Koel -, Venlo Toeschouwers: 5.732 Arbiter: Van Egmond |                               |           |              | Begois, Timisela, Verdellen , Reekers, Fleuren, Verbeek 80' ( Dadda), Leemans, Honda, Schaken, Kolder 71' ( Calabro), El Gaaouiri 25' ( Kantelberg) | Zaari, De Boer, Scheimann 87' ( Alışkan), Göbel , Peters, El Makrini 75' ( Matusiwa), Aborah , Van Moorsel, Barakat, Van der Biezen, El Idrissi 46' ( Van den Berg) |  |
| Stadion: Seacon Stadion - De Koel -, Venlo Toeschouwers: 5.732 Arbiter: Van Egmond |                               |           |              | Begois, Timisela, Verdellen , Reekers, Fleuren, Verbeek 80' ( Dadda), Leemans, Honda, Schaken, Kolder 71' ( Calabro), El Gaaouiri 25' ( Kantelberg) | Zaari, De Boer, Scheimann 87' ( Alışkan), Göbel , Peters, El Makrini 75' ( Matusiwa), Aborah , Van Moorsel, Barakat, Van der Biezen, El Idrissi 46' ( Van den Berg) |  |
|                                                                                    |                               |           |              | | |  |

Speelronde 7:
| Maandag 15 september 2008, 20:00                                                    | VVV-Venlo                             | 3-1 (1-0) | TOP Oss            | Opstelling VVV-Venlo | Opstelling TOP Oss |  |
| Stadion: Seacon Stadion - De Koel -, Venlo Toeschouwers: 5.542 Arbiter: Wiedemeijer | Kantelberg 5' Calabro 55' Calabro 89' |           | 78' (pen.) Zafarin | Begois, Mampuya 46' ( Dadda), Verdellen , Reekers, Fleuren, Verbeek, Leemans , Honda, El Gaaouiri, Kolder 46' ( Calabro), Kantelberg 66' ( Auassar ) | De Vogt, Van Engelen 86' ( Kabana Sita), Schoofs , 30', Jacobs , Van Hintum , Kazlauskas, Landers, Van der Ven 58' ( Van Elsäcker), Thijssen, Zafarin, Djollo 78' ( De Groot) |  |
| Stadion: Seacon Stadion - De Koel -, Venlo Toeschouwers: 5.542 Arbiter: Wiedemeijer |                                       |           |                    | Begois, Mampuya 46' ( Dadda), Verdellen , Reekers, Fleuren, Verbeek, Leemans , Honda, El Gaaouiri, Kolder 46' ( Calabro), Kantelberg 66' ( Auassar ) | De Vogt, Van Engelen 86' ( Kabana Sita), Schoofs , 30', Jacobs , Van Hintum , Kazlauskas, Landers, Van der Ven 58' ( Van Elsäcker), Thijssen, Zafarin, Djollo 78' ( De Groot) |  |
| Stadion: Seacon Stadion - De Koel -, Venlo Toeschouwers: 5.542 Arbiter: Wiedemeijer |                                       |           |                    | Begois, Mampuya 46' ( Dadda), Verdellen , Reekers, Fleuren, Verbeek, Leemans , Honda, El Gaaouiri, Kolder 46' ( Calabro), Kantelberg 66' ( Auassar ) | De Vogt, Van Engelen 86' ( Kabana Sita), Schoofs , 30', Jacobs , Van Hintum , Kazlauskas, Landers, Van der Ven 58' ( Van Elsäcker), Thijssen, Zafarin, Djollo 78' ( De Groot) |  |
|                                                                                     |                                       |           |                    | | |  |

Speelronde 8:
| Vrijdag 19 september 2008, 20:00                                          | FC Dordrecht | 0-2 (0-1) | VVV-Venlo              | Opstelling FC Dordrecht | Opstelling VVV-Venlo |  |
| Stadion: GN Bouw Stadion, Dordrecht Toeschouwers: 1.996 Arbiter: Wegereef |              |           | 11' Calabro 66' Kolder | Boyen, Longuet, Kras, Versluis, Van Muyen, Meulens, Ramos, Sequeira 75' ( Ribeiro), Kalisse, De Jong 64' ( Verhoek), Siberie 64' ( Sardar) | Begois, De Regt , Verdellen , Reekers, Fleuren, Verbeek 82' ( Ofrany), Leemans, Honda, Calabro , Kolder 77' ( Dadda), Kantelberg 58' ( Auassar) |  |
| Stadion: GN Bouw Stadion, Dordrecht Toeschouwers: 1.996 Arbiter: Wegereef |              |           |                        | Boyen, Longuet, Kras, Versluis, Van Muyen, Meulens, Ramos, Sequeira 75' ( Ribeiro), Kalisse, De Jong 64' ( Verhoek), Siberie 64' ( Sardar) | Begois, De Regt , Verdellen , Reekers, Fleuren, Verbeek 82' ( Ofrany), Leemans, Honda, Calabro , Kolder 77' ( Dadda), Kantelberg 58' ( Auassar) |  |
| Stadion: GN Bouw Stadion, Dordrecht Toeschouwers: 1.996 Arbiter: Wegereef |              |           |                        | Boyen, Longuet, Kras, Versluis, Van Muyen, Meulens, Ramos, Sequeira 75' ( Ribeiro), Kalisse, De Jong 64' ( Verhoek), Siberie 64' ( Sardar) | Begois, De Regt , Verdellen , Reekers, Fleuren, Verbeek 82' ( Ofrany), Leemans, Honda, Calabro , Kolder 77' ( Dadda), Kantelberg 58' ( Auassar) |  |
|                                                                           |              |           |                        | | |  |

Speelronde 9:
| Zaterdag 27 september 2008, 19:30                                              | VVV-Venlo                         | 3-1 (2-0) | Excelsior   | Opstelling VVV-Venlo | Opstelling Excelsior |  |
| Stadion: Seacon Stadion - De Koel -, Venlo Toeschouwers: 5.863 Arbiter: Luinge | Schaken 14' Honda 21' Calabro 90' |           | 89' Voskamp | Begois, Timisela , Van Kouwen , Reekers , Fleuren , Verbeek 72' ( Auassar), Leemans, Honda, Schaken 57' ( Dadda), Calabro, Ofrany 68' ( Kolder) | Mulder, Bandjar, Van Steensel, Demir, Van Peppen, Braber, Koolwijk, Mossaoui, Van Guldener, Voskamp, Veenstra 46' ( Korf) |  |
| Stadion: Seacon Stadion - De Koel -, Venlo Toeschouwers: 5.863 Arbiter: Luinge |                                   |           |             | Begois, Timisela , Van Kouwen , Reekers , Fleuren , Verbeek 72' ( Auassar), Leemans, Honda, Schaken 57' ( Dadda), Calabro, Ofrany 68' ( Kolder) | Mulder, Bandjar, Van Steensel, Demir, Van Peppen, Braber, Koolwijk, Mossaoui, Van Guldener, Voskamp, Veenstra 46' ( Korf) |  |
| Stadion: Seacon Stadion - De Koel -, Venlo Toeschouwers: 5.863 Arbiter: Luinge |                                   |           |             | Begois, Timisela , Van Kouwen , Reekers , Fleuren , Verbeek 72' ( Auassar), Leemans, Honda, Schaken 57' ( Dadda), Calabro, Ofrany 68' ( Kolder) | Mulder, Bandjar, Van Steensel, Demir, Van Peppen, Braber, Koolwijk, Mossaoui, Van Guldener, Voskamp, Veenstra 46' ( Korf) |  |
|                                                                                |                                   |           |             | | |  |

Speelronde 10:
| Vrijdag 3 oktober 2008, 20:00                                           | RBC Roosendaal | 1-4 (1-1) | VVV-Venlo                                             | Opstelling RBC Roosendaal                                                                                                  | Opstelling VVV-Venlo |  |
| Stadion: Rosada Stadion, Roosendaal Toeschouwers: 2.700 Arbiter: Winter | Stojanović 41' |           | 24' (e.d.) Schrier 55' Schaken 65' Calabro 89' Kolder | Christianen, Paap , Ramos, Schrier, Kerstens , Schot 85' ( Delanoy), Stojanović, Van Driel, Ikedia, Ars, Peters 72' ( Vos) | Wintjens, De Regt, Van Kouwen , Reekers, Fleuren, Verbeek 62' ( Kantelberg), Leemans , Honda, Schaken, Calabro 78' ( Kolder), Ofrany 89' ( Dadda) |  |
| Stadion: Rosada Stadion, Roosendaal Toeschouwers: 2.700 Arbiter: Winter |                |           |                                                       | Christianen, Paap , Ramos, Schrier, Kerstens , Schot 85' ( Delanoy), Stojanović, Van Driel, Ikedia, Ars, Peters 72' ( Vos) | Wintjens, De Regt, Van Kouwen , Reekers, Fleuren, Verbeek 62' ( Kantelberg), Leemans , Honda, Schaken, Calabro 78' ( Kolder), Ofrany 89' ( Dadda) |  |
| Stadion: Rosada Stadion, Roosendaal Toeschouwers: 2.700 Arbiter: Winter |                |           |                                                       | Christianen, Paap , Ramos, Schrier, Kerstens , Schot 85' ( Delanoy), Stojanović, Van Driel, Ikedia, Ars, Peters 72' ( Vos) | Wintjens, De Regt, Van Kouwen , Reekers, Fleuren, Verbeek 62' ( Kantelberg), Leemans , Honda, Schaken, Calabro 78' ( Kolder), Ofrany 89' ( Dadda) |  |
|                                                                         |                |           |                                                       | | |  |

Speelronde 11:
| Vrijdag 10 oktober 2008, 20:00                                     | Haarlem | 0-4 (0-0) | VVV-Venlo                                       | Opstelling Haarlem | Opstelling VVV-Venlo |  |
| Stadion: Haarlemstadion, Haarlem Toeschouwers: 2.018 Arbiter: Blom |         |           | 53' Honda 78' Honda 82' El Gaaouiri 86' De Regt | Zonneveld, Zouzou, Akerboom, Kruijer 80' ( Neervoort), Derlagen, Nieuwenburg, Wijks 66' ( Van den Berg), Kousemaker, Ten Heuvel, Van den Broek , Van der Zwan 46' ( El Yaakoubi) | Wintjens, De Regt, Van Kouwen , Reekers, Fleuren, Verbeek 57' ( Kantelberg), Leemans , Honda 85' ( Van Dessel), Schaken, Calabro, Ofrany 66' ( El Gaaouiri) |  |
| Stadion: Haarlemstadion, Haarlem Toeschouwers: 2.018 Arbiter: Blom |         |           |                                                 | Zonneveld, Zouzou, Akerboom, Kruijer 80' ( Neervoort), Derlagen, Nieuwenburg, Wijks 66' ( Van den Berg), Kousemaker, Ten Heuvel, Van den Broek , Van der Zwan 46' ( El Yaakoubi) | Wintjens, De Regt, Van Kouwen , Reekers, Fleuren, Verbeek 57' ( Kantelberg), Leemans , Honda 85' ( Van Dessel), Schaken, Calabro, Ofrany 66' ( El Gaaouiri) |  |
| Stadion: Haarlemstadion, Haarlem Toeschouwers: 2.018 Arbiter: Blom |         |           |                                                 | Zonneveld, Zouzou, Akerboom, Kruijer 80' ( Neervoort), Derlagen, Nieuwenburg, Wijks 66' ( Van den Berg), Kousemaker, Ten Heuvel, Van den Broek , Van der Zwan 46' ( El Yaakoubi) | Wintjens, De Regt, Van Kouwen , Reekers, Fleuren, Verbeek 57' ( Kantelberg), Leemans , Honda 85' ( Van Dessel), Schaken, Calabro, Ofrany 66' ( El Gaaouiri) |  |
| Bijz.: VVV winnaar 2e periode.                                     |         |           |                                                 | | |  |

Speelronde 12:
| Vrijdag 17 oktober 2008, 20:00                                                  | VVV-Venlo | 1-0 (1-0) | Telstar | Opstelling VVV-Venlo | Opstelling Telstar |  |
| Stadion: Seacon Stadion - De Koel -, Venlo Toeschouwers: 5.696 Arbiter: Sanders | Honda 21' |           |         | Wintjens, De Regt, Van Kouwen , Auassar, Fleuren, Verbeek 76' ( Kantelberg), Leemans, Honda 90' ( Van Dessel), Schaken, Calabro, Ofrany 46' ( El Gaaouiri) | Van Strien, Correia , Toivio, Stam, Misidjan 27' ( Pinas ), Van Heulen 82' ( De Fries-Johansen), Korpershoek, Fafiani, Breeveld 46' ( Willemsen), Plet, Bossman |  |
| Stadion: Seacon Stadion - De Koel -, Venlo Toeschouwers: 5.696 Arbiter: Sanders |           |           |         | Wintjens, De Regt, Van Kouwen , Auassar, Fleuren, Verbeek 76' ( Kantelberg), Leemans, Honda 90' ( Van Dessel), Schaken, Calabro, Ofrany 46' ( El Gaaouiri) | Van Strien, Correia , Toivio, Stam, Misidjan 27' ( Pinas ), Van Heulen 82' ( De Fries-Johansen), Korpershoek, Fafiani, Breeveld 46' ( Willemsen), Plet, Bossman |  |
| Stadion: Seacon Stadion - De Koel -, Venlo Toeschouwers: 5.696 Arbiter: Sanders |           |           |         | Wintjens, De Regt, Van Kouwen , Auassar, Fleuren, Verbeek 76' ( Kantelberg), Leemans, Honda 90' ( Van Dessel), Schaken, Calabro, Ofrany 46' ( El Gaaouiri) | Van Strien, Correia , Toivio, Stam, Misidjan 27' ( Pinas ), Van Heulen 82' ( De Fries-Johansen), Korpershoek, Fafiani, Breeveld 46' ( Willemsen), Plet, Bossman |  |
|                                                                                 |           |           |         | | |  |

Speelronde 13:
| Vrijdag 24 oktober 2008, 20:00                                                   | VVV-Venlo       | 1-0 (0-0) | BV Veendam | Opstelling VVV-Venlo | Opstelling BV Veendam |  |
| Stadion: Seacon Stadion - De Koel -, Venlo Toeschouwers: 5.683 Arbiter: Makkelie | El Gaaouiri 50' |           |            | Wintjens, De Regt, Van Kouwen , Leemans , Fleuren, Verbeek 68' ( Mampuya), Van Dessel 70' ( Auassar), Honda, Schaken 90' ( Kantelberg), Calabro, El Gaaouiri | Ditewig, Cijntje , Wiekens, Koster 78' ( Klok), Van der Laan 60' ( Cruz Vicente), Rozema 81' ( Kiefer), Zimmerman, Woudenberg, Polak, Hemmen , Bizimana |  |
| Stadion: Seacon Stadion - De Koel -, Venlo Toeschouwers: 5.683 Arbiter: Makkelie |                 |           |            | Wintjens, De Regt, Van Kouwen , Leemans , Fleuren, Verbeek 68' ( Mampuya), Van Dessel 70' ( Auassar), Honda, Schaken 90' ( Kantelberg), Calabro, El Gaaouiri | Ditewig, Cijntje , Wiekens, Koster 78' ( Klok), Van der Laan 60' ( Cruz Vicente), Rozema 81' ( Kiefer), Zimmerman, Woudenberg, Polak, Hemmen , Bizimana |  |
| Stadion: Seacon Stadion - De Koel -, Venlo Toeschouwers: 5.683 Arbiter: Makkelie |                 |           |            | Wintjens, De Regt, Van Kouwen , Leemans , Fleuren, Verbeek 68' ( Mampuya), Van Dessel 70' ( Auassar), Honda, Schaken 90' ( Kantelberg), Calabro, El Gaaouiri | Ditewig, Cijntje , Wiekens, Koster 78' ( Klok), Van der Laan 60' ( Cruz Vicente), Rozema 81' ( Kiefer), Zimmerman, Woudenberg, Polak, Hemmen , Bizimana |  |
|                                                                                  |                 |           |            | | |  |

Speelronde 14:
| Vrijdag 31 oktober 2008, 20:00                                                       | FC Omniworld                    | 3-5 (2-1) | VVV-Venlo                                                        | Opstelling FC Omniworld | Opstelling VVV-Venlo |  |
| Stadion: Mitsubishi Forklift-Stadion, Almere Toeschouwers: 1.553 Arbiter: Van Meenen | Faria 27' Duits 29' Zeefuik 71' |           | 41' Calabro 52' Van Kouwen 77' Honda 85' El Gaaouiri 87' Calabro | Zegers, Arana Barrantes, Haklander, Krimp, Hollart , Van Toor , Dibi 69' ( Malenović), Duits 43' ( Troost ), Faria 57' ( Mulders), Zeefuik, Tayeb | Wintjens, Mampuya 67' ( Auassar), Van Kouwen , De Regt, Fleuren, Verbeek 64' ( Kantelberg), Van Dessel 77' ( Ofrany), Honda, Schaken, Calabro, El Gaaouiri |  |
| Stadion: Mitsubishi Forklift-Stadion, Almere Toeschouwers: 1.553 Arbiter: Van Meenen |                                 |           |                                                                  | Zegers, Arana Barrantes, Haklander, Krimp, Hollart , Van Toor , Dibi 69' ( Malenović), Duits 43' ( Troost ), Faria 57' ( Mulders), Zeefuik, Tayeb | Wintjens, Mampuya 67' ( Auassar), Van Kouwen , De Regt, Fleuren, Verbeek 64' ( Kantelberg), Van Dessel 77' ( Ofrany), Honda, Schaken, Calabro, El Gaaouiri |  |
| Stadion: Mitsubishi Forklift-Stadion, Almere Toeschouwers: 1.553 Arbiter: Van Meenen |                                 |           |                                                                  | Zegers, Arana Barrantes, Haklander, Krimp, Hollart , Van Toor , Dibi 69' ( Malenović), Duits 43' ( Troost ), Faria 57' ( Mulders), Zeefuik, Tayeb | Wintjens, Mampuya 67' ( Auassar), Van Kouwen , De Regt, Fleuren, Verbeek 64' ( Kantelberg), Van Dessel 77' ( Ofrany), Honda, Schaken, Calabro, El Gaaouiri |  |
|                                                                                      |                                 |           |                                                                  | | |  |

Speelronde 15:
| Vrijdag 7 november 2008, 20:00                                                      | VVV-Venlo                           | 3-1 (2-0) | AGOVV Apeldoorn | Opstelling VVV-Venlo | Opstelling AGOVV Apeldoorn |  |
| Stadion: Seacon Stadion - De Koel -, Venlo Toeschouwers: 5.832 Arbiter: Saadouni () | Calabro 21' De Regt 32' Calabro 90' |           | 74' Chadli      | Wintjens, Mampuya, Van Kouwen , De Regt , Fleuren, Verbeek 69' ( Kantelberg), Leemans, Honda , Schaken 64' ( Van Dessel), Calabro, El Gaaouiri 90' ( Ofrany) | Huiskamp, Cathalina, N'Toko, Suchý 46' ( Bokila ), Thalen, Chadli , Splinter, Wille, Garritsen, Mertens, Van de Haar 84' ( Pater) |  |
| Stadion: Seacon Stadion - De Koel -, Venlo Toeschouwers: 5.832 Arbiter: Saadouni () |                                     |           |                 | Wintjens, Mampuya, Van Kouwen , De Regt , Fleuren, Verbeek 69' ( Kantelberg), Leemans, Honda , Schaken 64' ( Van Dessel), Calabro, El Gaaouiri 90' ( Ofrany) | Huiskamp, Cathalina, N'Toko, Suchý 46' ( Bokila ), Thalen, Chadli , Splinter, Wille, Garritsen, Mertens, Van de Haar 84' ( Pater) |  |
| Stadion: Seacon Stadion - De Koel -, Venlo Toeschouwers: 5.832 Arbiter: Saadouni () |                                     |           |                 | Wintjens, Mampuya, Van Kouwen , De Regt , Fleuren, Verbeek 69' ( Kantelberg), Leemans, Honda , Schaken 64' ( Van Dessel), Calabro, El Gaaouiri 90' ( Ofrany) | Huiskamp, Cathalina, N'Toko, Suchý 46' ( Bokila ), Thalen, Chadli , Splinter, Wille, Garritsen, Mertens, Van de Haar 84' ( Pater) |  |
|                                                                                     |                                     |           |                 | | |  |

Speelronde 16:
| Zaterdag 15 november 2008, 19:30                                | FC Emmen               | 2-4 (2-2) | VVV-Venlo                                              | Opstelling FC Emmen | Opstelling VVV-Venlo |  |
| Stadion: Univé Stadion, Emmen Toeschouwers: 3.018 Arbiter: Diks | Stroeve 18' Verwey 40' |           | 23' Calabro 25' Calabro 55' (pen.) Calabro 79' Leemans | Danes, Görtz, Valgaeren, Van der Kruis, Bevaart , Zijm 69' ( Krohne), Pannekoek 84' ( Schotman), Ripson 84' ( Haemhouts), Verwey , Stroeve, Bechan | Wintjens, Mampuya, Van Kouwen , De Regt, Fleuren, Verbeek 60' ( Van Dessel), Leemans, Honda, Schaken 86' ( Ofrany), Calabro , El Gaaouiri 83' ( Kantelberg) |  |
| Stadion: Univé Stadion, Emmen Toeschouwers: 3.018 Arbiter: Diks |                        |           |                                                        | Danes, Görtz, Valgaeren, Van der Kruis, Bevaart , Zijm 69' ( Krohne), Pannekoek 84' ( Schotman), Ripson 84' ( Haemhouts), Verwey , Stroeve, Bechan | Wintjens, Mampuya, Van Kouwen , De Regt, Fleuren, Verbeek 60' ( Van Dessel), Leemans, Honda, Schaken 86' ( Ofrany), Calabro , El Gaaouiri 83' ( Kantelberg) |  |
| Stadion: Univé Stadion, Emmen Toeschouwers: 3.018 Arbiter: Diks |                        |           |                                                        | Danes, Görtz, Valgaeren, Van der Kruis, Bevaart , Zijm 69' ( Krohne), Pannekoek 84' ( Schotman), Ripson 84' ( Haemhouts), Verwey , Stroeve, Bechan | Wintjens, Mampuya, Van Kouwen , De Regt, Fleuren, Verbeek 60' ( Van Dessel), Leemans, Honda, Schaken 86' ( Ofrany), Calabro , El Gaaouiri 83' ( Kantelberg) |  |
|                                                                 |                        |           |                                                        | | |  |

Speelronde 17:
| Vrijdag 21 november 2008, 20:00                        | Helmond Sport                    | 3-2 (1-0) | VVV-Venlo                  | Opstelling Helmond Sport | Opstelling VVV-Venlo |  |
| Stadion: Stadion De Braak, Helmond Toeschouwers: 4.174 | Höcher 25' Derksen 48' Chida 52' |           | 81' Calabro 90' Kantelberg | Van Westerop, Lammens, Uneken, Joppen, Suart, Lettinga, Van Leerdam, Guijo-Velasco, Höcher 90' ( Paardekooper), Derksen 72' ( Andrade ), Chida | Wintjens , Mampuya, Van Kouwen , De Regt, Fleuren, Verbeek 60' ( Kantelberg), Leemans 77' ( Timisela), Honda, Schaken, Calabro, El Gaaouiri 56' ( Van Dessel) |  |
| Stadion: Stadion De Braak, Helmond Toeschouwers: 4.174 |                                  |           |                            | Van Westerop, Lammens, Uneken, Joppen, Suart, Lettinga, Van Leerdam, Guijo-Velasco, Höcher 90' ( Paardekooper), Derksen 72' ( Andrade ), Chida | Wintjens , Mampuya, Van Kouwen , De Regt, Fleuren, Verbeek 60' ( Kantelberg), Leemans 77' ( Timisela), Honda, Schaken, Calabro, El Gaaouiri 56' ( Van Dessel) |  |
| Stadion: Stadion De Braak, Helmond Toeschouwers: 4.174 |                                  |           |                            | Van Westerop, Lammens, Uneken, Joppen, Suart, Lettinga, Van Leerdam, Guijo-Velasco, Höcher 90' ( Paardekooper), Derksen 72' ( Andrade ), Chida | Wintjens , Mampuya, Van Kouwen , De Regt, Fleuren, Verbeek 60' ( Kantelberg), Leemans 77' ( Timisela), Honda, Schaken, Calabro, El Gaaouiri 56' ( Van Dessel) |  |
|                                                        |                                  |           |                            | | |  |

Speelronde 18:
| Vrijdag 28 november 2008, 20:00                                                   | VVV-Venlo           | 2-0 (2-0) | Fortuna Sittard | Opstelling VVV-Venlo | Opstelling Fortuna Sittard |  |
| Stadion: Seacon Stadion - De Koel -, Venlo Toeschouwers: 5.972 Arbiter: Haverkort | Honda 42' Honda 45' |           |                 | Wintjens, Mampuya, Van Kouwen , De Regt, Fleuren, Verbeek 64' ( Kantelberg), Leemans, Honda, Schaken 71' ( Dadda), Calabro 86' ( Willemse), El Gaaouiri | Meul, Öcal 46' ( Geenen), Grabovac , Kozarac, Vanek , Voorn, Simone , Heinrichs, Van den Ouweland 62' ( Garlisi), Olondo , Boymans 56' ( Schreurs) |  |
| Stadion: Seacon Stadion - De Koel -, Venlo Toeschouwers: 5.972 Arbiter: Haverkort |                     |           |                 | Wintjens, Mampuya, Van Kouwen , De Regt, Fleuren, Verbeek 64' ( Kantelberg), Leemans, Honda, Schaken 71' ( Dadda), Calabro 86' ( Willemse), El Gaaouiri | Meul, Öcal 46' ( Geenen), Grabovac , Kozarac, Vanek , Voorn, Simone , Heinrichs, Van den Ouweland 62' ( Garlisi), Olondo , Boymans 56' ( Schreurs) |  |
| Stadion: Seacon Stadion - De Koel -, Venlo Toeschouwers: 5.972 Arbiter: Haverkort |                     |           |                 | Wintjens, Mampuya, Van Kouwen , De Regt, Fleuren, Verbeek 64' ( Kantelberg), Leemans, Honda, Schaken 71' ( Dadda), Calabro 86' ( Willemse), El Gaaouiri | Meul, Öcal 46' ( Geenen), Grabovac , Kozarac, Vanek , Voorn, Simone , Heinrichs, Van den Ouweland 62' ( Garlisi), Olondo , Boymans 56' ( Schreurs) |  |
|                                                                                   |                     |           |                 | | |  |

Speelronde 19:
| Donderdag 4 december 2008, 20:30                                               | VVV-Venlo            | 2-2 (0-1) | MVV                       | Opstelling VVV-Venlo | Opstelling MVV |  |
| Stadion: Seacon Stadion - De Koel -, Venlo Toeschouwers: 6.022 Arbiter: Luinge | Ofrany 87' Honda 90' |           | 28' Daemen 85' Castellana | Wintjens, Mampuya, Van Kouwen , De Regt, Fleuren, Van Dessel 74' ( Kantelberg), Leemans, Honda, Schaken, El Gaaouiri, Verbeek 46' ( Ofrany ) | Boffin, Castellana, Tobiasen, Haastrup, Evers , Bryssinck, Daemen, Van Boxel, Brüls 90' ( Akın), Bah 57' ( Sillah), Çavuş 81' ( Gomez) |  |
| Stadion: Seacon Stadion - De Koel -, Venlo Toeschouwers: 6.022 Arbiter: Luinge |                      |           |                           | Wintjens, Mampuya, Van Kouwen , De Regt, Fleuren, Van Dessel 74' ( Kantelberg), Leemans, Honda, Schaken, El Gaaouiri, Verbeek 46' ( Ofrany ) | Boffin, Castellana, Tobiasen, Haastrup, Evers , Bryssinck, Daemen, Van Boxel, Brüls 90' ( Akın), Bah 57' ( Sillah), Çavuş 81' ( Gomez) |  |
| Stadion: Seacon Stadion - De Koel -, Venlo Toeschouwers: 6.022 Arbiter: Luinge |                      |           |                           | Wintjens, Mampuya, Van Kouwen , De Regt, Fleuren, Van Dessel 74' ( Kantelberg), Leemans, Honda, Schaken, El Gaaouiri, Verbeek 46' ( Ofrany ) | Boffin, Castellana, Tobiasen, Haastrup, Evers , Bryssinck, Daemen, Van Boxel, Brüls 90' ( Akın), Bah 57' ( Sillah), Çavuş 81' ( Gomez) |  |
|                                                                                |                      |           |                           | | |  |

Speelronde 20:
| Vrijdag 12 december 2008, 20:00                                             | Go Ahead Eagles | 1-0 (0-0) | VVV-Venlo | Opstelling Go Ahead Eagles                                                                                      | Opstelling VVV-Venlo |  |
| Stadion: De Adelaarshorst, Deventer Toeschouwers: 3.516 Arbiter: Van Egmond | Çolak 55'       |           |           | Pasveer, Bus , Parnela, Maruanaya , Vosselman, Zuidam, Kieftenbeld, Türk, Çolak 80' ( Overmars), Vlug, Ahahaoui | Wintjens, Mampuya, Van Kouwen , De Regt, Fleuren, Van Dessel 68' ( Timisela), Leemans 77' ( Ofrany), Honda, Schaken, El Gaaouiri, Verbeek 46' ( Kolder) |  |
| Stadion: De Adelaarshorst, Deventer Toeschouwers: 3.516 Arbiter: Van Egmond |                 |           |           | Pasveer, Bus , Parnela, Maruanaya , Vosselman, Zuidam, Kieftenbeld, Türk, Çolak 80' ( Overmars), Vlug, Ahahaoui | Wintjens, Mampuya, Van Kouwen , De Regt, Fleuren, Van Dessel 68' ( Timisela), Leemans 77' ( Ofrany), Honda, Schaken, El Gaaouiri, Verbeek 46' ( Kolder) |  |
| Stadion: De Adelaarshorst, Deventer Toeschouwers: 3.516 Arbiter: Van Egmond |                 |           |           | Pasveer, Bus , Parnela, Maruanaya , Vosselman, Zuidam, Kieftenbeld, Türk, Çolak 80' ( Overmars), Vlug, Ahahaoui | Wintjens, Mampuya, Van Kouwen , De Regt, Fleuren, Van Dessel 68' ( Timisela), Leemans 77' ( Ofrany), Honda, Schaken, El Gaaouiri, Verbeek 46' ( Kolder) |  |
|                                                                             |                 |           |           | | |  |

Speelronde 21:
| Vrijdag 21 december 2008, 20:00                                                | Excelsior | 1-2 (1-2) | VVV-Venlo             | Opstelling Excelsior | Opstelling VVV-Venlo |  |
| Stadion: Stadion Woudestein, Rotterdam Toeschouwers: 2.934 Arbiter: Van Hulten | Alisic 4' |           | 38' Calabro 42' Honda | Mulder, Bandjar, Van Steensel, Demir, Van Peppen, Braber 46' ( Veenstra), Koolwijk, Van Dieren , Van Guldener , Alisic 69' ( Bovenberg), Korf | Wintjens, Timisela, Van Kouwen , Verdellen, Fleuren, Verbeek 90' ( Auassar), Leemans, Honda, Schaken 86' ( Kantelberg), Calabro 88' ( Kolder), El Gaaouiri |  |
| Stadion: Stadion Woudestein, Rotterdam Toeschouwers: 2.934 Arbiter: Van Hulten |           |           |                       | Mulder, Bandjar, Van Steensel, Demir, Van Peppen, Braber 46' ( Veenstra), Koolwijk, Van Dieren , Van Guldener , Alisic 69' ( Bovenberg), Korf | Wintjens, Timisela, Van Kouwen , Verdellen, Fleuren, Verbeek 90' ( Auassar), Leemans, Honda, Schaken 86' ( Kantelberg), Calabro 88' ( Kolder), El Gaaouiri |  |
| Stadion: Stadion Woudestein, Rotterdam Toeschouwers: 2.934 Arbiter: Van Hulten |           |           |                       | Mulder, Bandjar, Van Steensel, Demir, Van Peppen, Braber 46' ( Veenstra), Koolwijk, Van Dieren , Van Guldener , Alisic 69' ( Bovenberg), Korf | Wintjens, Timisela, Van Kouwen , Verdellen, Fleuren, Verbeek 90' ( Auassar), Leemans, Honda, Schaken 86' ( Kantelberg), Calabro 88' ( Kolder), El Gaaouiri |  |
| Bijz.: Laatste competitiewedstrijd voor de winterstop.                         |           |           |                       | | |  |

Speelronde 22:
| Vrijdag 16 januari 2009, 20:00                                                 | VVV-Venlo                             | 3-1 (3-0) | RBC Roosendaal | Opstelling VVV-Venlo | Opstelling RBC Roosendaal |  |
| Stadion: Seacon Stadion - De Koel -, Venlo Toeschouwers: 6.039 Arbiter: Winter | Honda 16' El Gaaouiri 20' Schaken 25' |           | 90' Peters     | Wintjens, De Regt, Verdellen , Auassar, Fleuren, Leemans, Honda, Kantelberg, Schaken 74' ( Dadda), Calabro 83' ( Kolder), El Gaaouiri 77' ( Ofrany) | Friebel, Paap, Hayen, Schrier, Kerstens, Delanoy 74' ( Boddaert), Schot 77' ( Chlup), Heije, Stojanović 46' ( Nelson ), Peters, Ars |  |
| Stadion: Seacon Stadion - De Koel -, Venlo Toeschouwers: 6.039 Arbiter: Winter |                                       |           |                | Wintjens, De Regt, Verdellen , Auassar, Fleuren, Leemans, Honda, Kantelberg, Schaken 74' ( Dadda), Calabro 83' ( Kolder), El Gaaouiri 77' ( Ofrany) | Friebel, Paap, Hayen, Schrier, Kerstens, Delanoy 74' ( Boddaert), Schot 77' ( Chlup), Heije, Stojanović 46' ( Nelson ), Peters, Ars |  |
| Stadion: Seacon Stadion - De Koel -, Venlo Toeschouwers: 6.039 Arbiter: Winter |                                       |           |                | Wintjens, De Regt, Verdellen , Auassar, Fleuren, Leemans, Honda, Kantelberg, Schaken 74' ( Dadda), Calabro 83' ( Kolder), El Gaaouiri 77' ( Ofrany) | Friebel, Paap, Hayen, Schrier, Kerstens, Delanoy 74' ( Boddaert), Schot 77' ( Chlup), Heije, Stojanović 46' ( Nelson ), Peters, Ars |  |
| Bijz.: Eerste competitiewedstrijd na de winterstop.                            |                                       |           |                | | |  |

Speelronde 23:
| Vrijdag 23 januari 2009, 20:00                                                 | Telstar            | 2-1 (1-1) | VVV-Venlo  | Opstelling Telstar | Opstelling VVV-Venlo |  |
| Stadion: Sportpark Schoonenberg, Velsen-Zuid Toeschouwers: 1.214 Arbiter: Diks | Koning 8' Plet 50' |           | 2' Calabro | Van Strien, Correia , Toivio , Stam 71' ( Olenski), Pinas, Willemsen, Korpershoek 46' ( Van Dam), Van Heulen 46' ( Breeveld ), Salasiwa, Koning, Plet | Wintjens, De Regt 58' ( Mampuya ), Verdellen , Auassar, Fleuren, Leemans, Honda, Kantelberg 69' ( Verbeek), Schaken 77' ( Kolder), Calabro, El Gaaouiri |  |
| Stadion: Sportpark Schoonenberg, Velsen-Zuid Toeschouwers: 1.214 Arbiter: Diks |                    |           |            | Van Strien, Correia , Toivio , Stam 71' ( Olenski), Pinas, Willemsen, Korpershoek 46' ( Van Dam), Van Heulen 46' ( Breeveld ), Salasiwa, Koning, Plet | Wintjens, De Regt 58' ( Mampuya ), Verdellen , Auassar, Fleuren, Leemans, Honda, Kantelberg 69' ( Verbeek), Schaken 77' ( Kolder), Calabro, El Gaaouiri |  |
| Stadion: Sportpark Schoonenberg, Velsen-Zuid Toeschouwers: 1.214 Arbiter: Diks |                    |           |            | Van Strien, Correia , Toivio , Stam 71' ( Olenski), Pinas, Willemsen, Korpershoek 46' ( Van Dam), Van Heulen 46' ( Breeveld ), Salasiwa, Koning, Plet | Wintjens, De Regt 58' ( Mampuya ), Verdellen , Auassar, Fleuren, Leemans, Honda, Kantelberg 69' ( Verbeek), Schaken 77' ( Kolder), Calabro, El Gaaouiri |  |
|                                                                                |                    |           |            | | |  |

Speelronde 24:
| Vrijdag 30 januari 2009, 20:00                                                 | VVV-Venlo                                                                       | 6-0 (2-0) | FC Eindhoven | Opstelling VVV-Venlo | Opstelling FC Eindhoven |  |
| Stadion: Seacon Stadion - De Koel -, Venlo Toeschouwers: 6.028 Arbiter: Bossen | Honda 10' Kantelberg 24' Van Kouwen 56' Leemans 59' Schaken 82' El Gaaouiri 86' |           |              | Wintjens, Timisela 72' ( Mampuya), Van Kouwen , Verdellen , Fleuren, Leemans, Honda 68' ( Verbeek), Kantelberg, Schaken, Calabro 76' ( Kolder), El Gaaouiri | Hendriks, Tahapary, Van Assouw , 87', Paridaans, Valencia, Agyeman 70' ( Van Oudenhove), Van Boekel, Van Brakel, Asubonteng 59' ( Nelemans), Koç, Diaz |  |
| Stadion: Seacon Stadion - De Koel -, Venlo Toeschouwers: 6.028 Arbiter: Bossen |                                                                                 |           |              | Wintjens, Timisela 72' ( Mampuya), Van Kouwen , Verdellen , Fleuren, Leemans, Honda 68' ( Verbeek), Kantelberg, Schaken, Calabro 76' ( Kolder), El Gaaouiri | Hendriks, Tahapary, Van Assouw , 87', Paridaans, Valencia, Agyeman 70' ( Van Oudenhove), Van Boekel, Van Brakel, Asubonteng 59' ( Nelemans), Koç, Diaz |  |
| Stadion: Seacon Stadion - De Koel -, Venlo Toeschouwers: 6.028 Arbiter: Bossen |                                                                                 |           |              | Wintjens, Timisela 72' ( Mampuya), Van Kouwen , Verdellen , Fleuren, Leemans, Honda 68' ( Verbeek), Kantelberg, Schaken, Calabro 76' ( Kolder), El Gaaouiri | Hendriks, Tahapary, Van Assouw , 87', Paridaans, Valencia, Agyeman 70' ( Van Oudenhove), Van Boekel, Van Brakel, Asubonteng 59' ( Nelemans), Koç, Diaz |  |
|                                                                                |                                                                                 |           |              | | |  |

Speelronde 25:
| Vrijdag 6 februari 2009, 20:00                                           | FC Zwolle     | 1-2 (0-1) | VVV-Venlo                      | Opstelling FC Zwolle | Opstelling VVV-Venlo |  |
| Stadion: FC Zwolle Stadion, Zwolle Toeschouwers: 6.694 Arbiter: Makkelie | Bonifacio 83' |           | 29' Kantelberg 50' El Gaaouiri | Boer, Van der Wal, Botteghin, Van der Haar, Kuipers 74' ( Kaprálik), Reijnen 60' ( Bonifacio), Bakker 60' ( Lim-Duan), Keizer, Boerrigter, Bargas, Guarino | Wintjens, Timisela, Van Kouwen 58' ( Auassar), Verdellen, Fleuren, Leemans, Honda 83' ( Reekers), Kantelberg, El Gaaouiri, Calabro, Verbeek 68' ( Dadda) |  |
| Stadion: FC Zwolle Stadion, Zwolle Toeschouwers: 6.694 Arbiter: Makkelie |               |           |                                | Boer, Van der Wal, Botteghin, Van der Haar, Kuipers 74' ( Kaprálik), Reijnen 60' ( Bonifacio), Bakker 60' ( Lim-Duan), Keizer, Boerrigter, Bargas, Guarino | Wintjens, Timisela, Van Kouwen 58' ( Auassar), Verdellen, Fleuren, Leemans, Honda 83' ( Reekers), Kantelberg, El Gaaouiri, Calabro, Verbeek 68' ( Dadda) |  |
| Stadion: FC Zwolle Stadion, Zwolle Toeschouwers: 6.694 Arbiter: Makkelie |               |           |                                | Boer, Van der Wal, Botteghin, Van der Haar, Kuipers 74' ( Kaprálik), Reijnen 60' ( Bonifacio), Bakker 60' ( Lim-Duan), Keizer, Boerrigter, Bargas, Guarino | Wintjens, Timisela, Van Kouwen 58' ( Auassar), Verdellen, Fleuren, Leemans, Honda 83' ( Reekers), Kantelberg, El Gaaouiri, Calabro, Verbeek 68' ( Dadda) |  |
|                                                                          |               |           |                                | | |  |

Speelronde 26:
| Vrijdag 13 februari 2009, 20:00                                                  | VVV-Venlo   | 1-2 (1-0) | SC Cambuur Leeuwarden        | Opstelling VVV-Venlo | Opstelling SC Cambuur Leeuwarden |  |
| Stadion: Seacon Stadion - De Koel -, Venlo Toeschouwers: 6.111 Arbiter: Wegereef | Calabro 22' |           | 60' Ter Heide 88' El Khalifi | Wintjens, Timisela 72' ( Mampuya), Van Kouwen , Reekers, Fleuren, Leemans, Honda, Kantelberg 81' ( Kolder), Schaken, Calabro, El Gaaouiri 77' ( Verbeek) | Van der Vlag, R. Jansen, Collen, M. Jansen , De Boer , Beekmans 83' ( Guijt), Van der Heide, Chery, De Visscher, Ter Heide 85' ( De Vries), Maachi 85' ( El Khalifi) |  |
| Stadion: Seacon Stadion - De Koel -, Venlo Toeschouwers: 6.111 Arbiter: Wegereef |             |           |                              | Wintjens, Timisela 72' ( Mampuya), Van Kouwen , Reekers, Fleuren, Leemans, Honda, Kantelberg 81' ( Kolder), Schaken, Calabro, El Gaaouiri 77' ( Verbeek) | Van der Vlag, R. Jansen, Collen, M. Jansen , De Boer , Beekmans 83' ( Guijt), Van der Heide, Chery, De Visscher, Ter Heide 85' ( De Vries), Maachi 85' ( El Khalifi) |  |
| Stadion: Seacon Stadion - De Koel -, Venlo Toeschouwers: 6.111 Arbiter: Wegereef |             |           |                              | Wintjens, Timisela 72' ( Mampuya), Van Kouwen , Reekers, Fleuren, Leemans, Honda, Kantelberg 81' ( Kolder), Schaken, Calabro, El Gaaouiri 77' ( Verbeek) | Van der Vlag, R. Jansen, Collen, M. Jansen , De Boer , Beekmans 83' ( Guijt), Van der Heide, Chery, De Visscher, Ter Heide 85' ( De Vries), Maachi 85' ( El Khalifi) |  |
|                                                                                  |             |           |                              | | |  |

Speelronde 27:
| Vrijdag 20 februari 2009, 20:00                                             | TOP Oss                                        | 4-2 (3-1) | VVV-Venlo            | Opstelling TOP Oss | Opstelling VVV-Venlo |  |
| Stadion: Heesen Yachts Stadion, Oss Toeschouwers: 2.446 Arbiter: Van Egmond | Güvenç 8' Fachtali 36' Quekel 43' Fachtali 90' |           | 9' Honda 65' Calabro | De Vogt, Kazlauskas , Galatà , Schoofs , Van Hintum, Güvenç, Zafarin , Van de Sande 71' ( Scholten), Fachtali 90' ( Landers), Quekel, Moutawakil 87' ( Van der Ven) | Wintjens, Timisela , Verdellen , Reekers 79' ( Kolder), Fleuren, Leemans , Honda, Kantelberg 66' ( Mampuya), Schaken, Calabro, El Gaaouiri 12' ( Verbeek) |  |
| Stadion: Heesen Yachts Stadion, Oss Toeschouwers: 2.446 Arbiter: Van Egmond |                                                |           |                      | De Vogt, Kazlauskas , Galatà , Schoofs , Van Hintum, Güvenç, Zafarin , Van de Sande 71' ( Scholten), Fachtali 90' ( Landers), Quekel, Moutawakil 87' ( Van der Ven) | Wintjens, Timisela , Verdellen , Reekers 79' ( Kolder), Fleuren, Leemans , Honda, Kantelberg 66' ( Mampuya), Schaken, Calabro, El Gaaouiri 12' ( Verbeek) |  |
| Stadion: Heesen Yachts Stadion, Oss Toeschouwers: 2.446 Arbiter: Van Egmond |                                                |           |                      | De Vogt, Kazlauskas , Galatà , Schoofs , Van Hintum, Güvenç, Zafarin , Van de Sande 71' ( Scholten), Fachtali 90' ( Landers), Quekel, Moutawakil 87' ( Van der Ven) | Wintjens, Timisela , Verdellen , Reekers 79' ( Kolder), Fleuren, Leemans , Honda, Kantelberg 66' ( Mampuya), Schaken, Calabro, El Gaaouiri 12' ( Verbeek) |  |
|                                                                             |                                                |           |                      | | |  |

Speelronde 28:
| Vrijdag 27 februari 2009, 20:00                                                | VVV-Venlo   | 1-1 (1-0) | FC Dordrecht     | Opstelling VVV-Venlo | Opstelling FC Dordrecht |  |
| Stadion: Seacon Stadion - De Koel -, Venlo Toeschouwers: 6.047 Arbiter: Winter | Calabro 24' |           | 86' Van Loenhout | Begois, Mampuya, Verdellen , De Regt, Fleuren, Timisela , Honda, Kantelberg 78' ( Verbeek), Ofrany 87' ( Kolder), Calabro, Dadda | Peersman, Longuet, Kras, Versluis, Van Muyen, Ramos , 49', Van der Sloot 60' ( Kalisse), Coster 73' ( Van Loenhout), Sequeira, Lopes, Putter 51' ( Meulens) |  |
| Stadion: Seacon Stadion - De Koel -, Venlo Toeschouwers: 6.047 Arbiter: Winter |             |           |                  | Begois, Mampuya, Verdellen , De Regt, Fleuren, Timisela , Honda, Kantelberg 78' ( Verbeek), Ofrany 87' ( Kolder), Calabro, Dadda | Peersman, Longuet, Kras, Versluis, Van Muyen, Ramos , 49', Van der Sloot 60' ( Kalisse), Coster 73' ( Van Loenhout), Sequeira, Lopes, Putter 51' ( Meulens) |  |
| Stadion: Seacon Stadion - De Koel -, Venlo Toeschouwers: 6.047 Arbiter: Winter |             |           |                  | Begois, Mampuya, Verdellen , De Regt, Fleuren, Timisela , Honda, Kantelberg 78' ( Verbeek), Ofrany 87' ( Kolder), Calabro, Dadda | Peersman, Longuet, Kras, Versluis, Van Muyen, Ramos , 49', Van der Sloot 60' ( Kalisse), Coster 73' ( Van Loenhout), Sequeira, Lopes, Putter 51' ( Meulens) |  |
|                                                                                |             |           |                  | | |  |

Speelronde 29:
| Vrijdag 6 maart 2009, 20:00                                                                   | BV Veendam | 1-2 (0-2) | VVV-Venlo           | Opstelling BV Veendam | Opstelling VVV-Venlo |  |
| Stadion: Gjaltema-stadion aan de Langeleegte, Veendam Toeschouwers: 3.128 Arbiter: Van Meenen | Lip 90'    |           | 10' Honda 33' Dadda | Ditewig, Cijntje, Wiekens, Zimmerman, Van der Laan 46' ( Cruz Vicente), Loohuis, Dompig, Polak, Klok 67' ( Koster), Öztürk, Buurmeijer 67' ( Lip) | Begois, Timisela, Verdellen , De Regt, Fleuren, Leemans, Honda, Kantelberg, Schaken 88' ( Mampuya), Calabro 78' ( Kolder), Dadda 74' ( Ofrany) |  |
| Stadion: Gjaltema-stadion aan de Langeleegte, Veendam Toeschouwers: 3.128 Arbiter: Van Meenen |            |           |                     | Ditewig, Cijntje, Wiekens, Zimmerman, Van der Laan 46' ( Cruz Vicente), Loohuis, Dompig, Polak, Klok 67' ( Koster), Öztürk, Buurmeijer 67' ( Lip) | Begois, Timisela, Verdellen , De Regt, Fleuren, Leemans, Honda, Kantelberg, Schaken 88' ( Mampuya), Calabro 78' ( Kolder), Dadda 74' ( Ofrany) |  |
| Stadion: Gjaltema-stadion aan de Langeleegte, Veendam Toeschouwers: 3.128 Arbiter: Van Meenen |            |           |                     | Ditewig, Cijntje, Wiekens, Zimmerman, Van der Laan 46' ( Cruz Vicente), Loohuis, Dompig, Polak, Klok 67' ( Koster), Öztürk, Buurmeijer 67' ( Lip) | Begois, Timisela, Verdellen , De Regt, Fleuren, Leemans, Honda, Kantelberg, Schaken 88' ( Mampuya), Calabro 78' ( Kolder), Dadda 74' ( Ofrany) |  |
|                                                                                               |            |           |                     | | |  |

Speelronde 30:
| Vrijdag 13 maart 2009, 20:00                                                      | VVV-Venlo                  | 2-0 (2-0) | Helmond Sport | Opstelling VVV-Venlo | Opstelling Helmond Sport |  |
| Stadion: Seacon Stadion - De Koel -, Venlo Toeschouwers: 6.182 Arbiter: Loeman () | Leemans 30' Kantelberg 40' |           |               | Begois, Timisela, Verdellen , De Regt , Fleuren, Leemans, Honda , Kantelberg 67' ( Van Dessel), Schaken, Calabro 86' ( Kolder), Dadda 75' ( Ofrany) | Van Westerop, Lammens, Paardekooper, Joppen, De Bock, Van Leerdam, Lettinga, Guijo-Velasco 79' ( Van de Gevel ), Wau 61' ( Chida), Andrade 74' ( Derksen), Höcher |  |
| Stadion: Seacon Stadion - De Koel -, Venlo Toeschouwers: 6.182 Arbiter: Loeman () |                            |           |               | Begois, Timisela, Verdellen , De Regt , Fleuren, Leemans, Honda , Kantelberg 67' ( Van Dessel), Schaken, Calabro 86' ( Kolder), Dadda 75' ( Ofrany) | Van Westerop, Lammens, Paardekooper, Joppen, De Bock, Van Leerdam, Lettinga, Guijo-Velasco 79' ( Van de Gevel ), Wau 61' ( Chida), Andrade 74' ( Derksen), Höcher |  |
| Stadion: Seacon Stadion - De Koel -, Venlo Toeschouwers: 6.182 Arbiter: Loeman () |                            |           |               | Begois, Timisela, Verdellen , De Regt , Fleuren, Leemans, Honda , Kantelberg 67' ( Van Dessel), Schaken, Calabro 86' ( Kolder), Dadda 75' ( Ofrany) | Van Westerop, Lammens, Paardekooper, Joppen, De Bock, Van Leerdam, Lettinga, Guijo-Velasco 79' ( Van de Gevel ), Wau 61' ( Chida), Andrade 74' ( Derksen), Höcher |  |
|                                                                                   |                            |           |               | | |  |

Speelronde 31:
| Vrijdag 20 maart 2009, 20:00                                             | Fortuna Sittard | 0-1 (0-0) | VVV-Venlo | Opstelling Fortuna Sittard | Opstelling VVV-Venlo |  |
| Stadion: Fortuna Stadion, Sittard Toeschouwers: 6.855 Arbiter: Haverkort |                 |           | 65' Honda | Meul, Geenen 60' ( Wulterkens), Grabovac, Kozarac, Vanek, Simone, Linssen 82' ( Garlisi), Voorn , Schreurs, Van den Ouweland, Olondo 75' ( Mayele) | Begois, De Regt, Van Kouwen, Verdellen, Fleuren, Leemans, Van Dessel, Honda , Schaken, Calabro, Dadda 46' ( El Gaaouiri) |  |
| Stadion: Fortuna Stadion, Sittard Toeschouwers: 6.855 Arbiter: Haverkort |                 |           |           | Meul, Geenen 60' ( Wulterkens), Grabovac, Kozarac, Vanek, Simone, Linssen 82' ( Garlisi), Voorn , Schreurs, Van den Ouweland, Olondo 75' ( Mayele) | Begois, De Regt, Van Kouwen, Verdellen, Fleuren, Leemans, Van Dessel, Honda , Schaken, Calabro, Dadda 46' ( El Gaaouiri) |  |
| Stadion: Fortuna Stadion, Sittard Toeschouwers: 6.855 Arbiter: Haverkort |                 |           |           | Meul, Geenen 60' ( Wulterkens), Grabovac, Kozarac, Vanek, Simone, Linssen 82' ( Garlisi), Voorn , Schreurs, Van den Ouweland, Olondo 75' ( Mayele) | Begois, De Regt, Van Kouwen, Verdellen, Fleuren, Leemans, Van Dessel, Honda , Schaken, Calabro, Dadda 46' ( El Gaaouiri) |  |
|                                                                          |                 |           |           | | |  |

Speelronde 32:
| Vrijdag 27 maart 2009, 20:00                                       | MVV                       | 2-0 (1-0) | VVV-Venlo | Opstelling MVV | Opstelling VVV-Venlo |  |
| Stadion: De Geusselt, Maastricht Toeschouwers: 8.608 Arbiter: Vink | Thiebaut 42' Thiebaut 84' |           |           | Boffin, Bryssinck, Haastrup, Tobiasen, Evers, Van Boxel , Akın 64' ( Boateng), Daemen, Gomez, Thiebaut 89' ( Winkens), Brüls 78' ( Castellana) | Begois, Timisela 24' ( Kantelberg), Van Kouwen, Verdellen, Fleuren, Leemans 22' ( De Regt ), Van Dessel 34' ( Verbeek), Honda , Schaken, Calabro, El Gaaouiri |  |
| Stadion: De Geusselt, Maastricht Toeschouwers: 8.608 Arbiter: Vink |                           |           |           | Boffin, Bryssinck, Haastrup, Tobiasen, Evers, Van Boxel , Akın 64' ( Boateng), Daemen, Gomez, Thiebaut 89' ( Winkens), Brüls 78' ( Castellana) | Begois, Timisela 24' ( Kantelberg), Van Kouwen, Verdellen, Fleuren, Leemans 22' ( De Regt ), Van Dessel 34' ( Verbeek), Honda , Schaken, Calabro, El Gaaouiri |  |
| Stadion: De Geusselt, Maastricht Toeschouwers: 8.608 Arbiter: Vink |                           |           |           | Boffin, Bryssinck, Haastrup, Tobiasen, Evers, Van Boxel , Akın 64' ( Boateng), Daemen, Gomez, Thiebaut 89' ( Winkens), Brüls 78' ( Castellana) | Begois, Timisela 24' ( Kantelberg), Van Kouwen, Verdellen, Fleuren, Leemans 22' ( De Regt ), Van Dessel 34' ( Verbeek), Honda , Schaken, Calabro, El Gaaouiri |  |
|                                                                    |                           |           |           | | |  |

Speelronde 33:
| Vrijdag 3 april 2009, 20:00                                                     | VVV-Venlo | 0-0 (0-0) | RKC Waalwijk | Opstelling VVV-Venlo | Opstelling RKC Waalwijk |  |
| Stadion: Seacon Stadion - De Koel -, Venlo Toeschouwers: 6.194 Arbiter: Kuipers |           |           |              | Begois, Timisela, Van Kouwen , Verdellen, Fleuren, Auassar, Honda , Kantelberg 69' ( De Regt), Schaken 81' ( Dadda), Calabro, El Gaaouiri | Wevers , H. Mulder, Gudde , Van Mosselveld 72' ( Berger), D. Mulder, Obodai, Jongsma 59' ( Garcia), Snoyl , De Ceulaer, Benschop, Benson 77' ( Voskamp) |  |
| Stadion: Seacon Stadion - De Koel -, Venlo Toeschouwers: 6.194 Arbiter: Kuipers |           |           |              | Begois, Timisela, Van Kouwen , Verdellen, Fleuren, Auassar, Honda , Kantelberg 69' ( De Regt), Schaken 81' ( Dadda), Calabro, El Gaaouiri | Wevers , H. Mulder, Gudde , Van Mosselveld 72' ( Berger), D. Mulder, Obodai, Jongsma 59' ( Garcia), Snoyl , De Ceulaer, Benschop, Benson 77' ( Voskamp) |  |
| Stadion: Seacon Stadion - De Koel -, Venlo Toeschouwers: 6.194 Arbiter: Kuipers |           |           |              | Begois, Timisela, Van Kouwen , Verdellen, Fleuren, Auassar, Honda , Kantelberg 69' ( De Regt), Schaken 81' ( Dadda), Calabro, El Gaaouiri | Wevers , H. Mulder, Gudde , Van Mosselveld 72' ( Berger), D. Mulder, Obodai, Jongsma 59' ( Garcia), Snoyl , De Ceulaer, Benschop, Benson 77' ( Voskamp) |  |
|                                                                                 |           |           |              | | |  |

Speelronde 34:
| Vrijdag 10 april 2009, 20:00                                               | FC Den Bosch | 0-5 (0-1) | VVV-Venlo                                                            | Opstelling FC Den Bosch | Opstelling VVV-Venlo |  |
| Stadion: De Vliert, 's-Hertogenbosch Toeschouwers: 5.699 Arbiter: Wegereef |              |           | 32' Calabro 49' Honda 53' El Gaaouiri 58' Kantelberg 65' El Gaaouiri | Zaari, Göbel, Alışkan 52' ( El Khayati), Ebbinge, Scheimann 63' ( Van Moorsel), El Makrini 45', Wijlaars , Seedorf, Barakat, Van Weert, Matusiwa | Begois, Timisela, Van Kouwen 67' ( Reekers), Verdellen, Fleuren, Auassar, Honda 75' ( Verbeek), Kantelberg, Schaken 16', Calabro, El Gaaouiri 70' ( Kolder) |  |
| Stadion: De Vliert, 's-Hertogenbosch Toeschouwers: 5.699 Arbiter: Wegereef |              |           |                                                                      | Zaari, Göbel, Alışkan 52' ( El Khayati), Ebbinge, Scheimann 63' ( Van Moorsel), El Makrini 45', Wijlaars , Seedorf, Barakat, Van Weert, Matusiwa | Begois, Timisela, Van Kouwen 67' ( Reekers), Verdellen, Fleuren, Auassar, Honda 75' ( Verbeek), Kantelberg, Schaken 16', Calabro, El Gaaouiri 70' ( Kolder) |  |
| Stadion: De Vliert, 's-Hertogenbosch Toeschouwers: 5.699 Arbiter: Wegereef |              |           |                                                                      | Zaari, Göbel, Alışkan 52' ( El Khayati), Ebbinge, Scheimann 63' ( Van Moorsel), El Makrini 45', Wijlaars , Seedorf, Barakat, Van Weert, Matusiwa | Begois, Timisela, Van Kouwen 67' ( Reekers), Verdellen, Fleuren, Auassar, Honda 75' ( Verbeek), Kantelberg, Schaken 16', Calabro, El Gaaouiri 70' ( Kolder) |  |
|                                                                            |              |           |                                                                      | | |  |

Speelronde 35:
| Vrijdag 17 april 2009, 20:00                                                       | VVV-Venlo                                            | 4-0 (3-0) | FC Emmen | Opstelling VVV-Venlo | Opstelling FC Emmen |  |
| Stadion: Seacon Stadion - De Koel -, Venlo Toeschouwers: 6.200 Arbiter: Van Egmond | Calabro 5' El Gaaouiri 23' El Gaaouiri 43' Honda 54' |           |          | Begois, Timisela, Verdellen , De Regt 46' ( Willemse), Fleuren, Auassar, Honda , Kantelberg 70' ( Verbeek), El Gaaouiri 79' ( Ofrany), Calabro, Dadda | Villadsen, Bevaart , Ouédraogo, Huisman de Jong, De Vries 58' ( Görtz), Schotman 58' ( Verwey), Ripson, Haemhouts, Zijm 55' ( Bechan), Stroeve , Ten Voorde |  |
| Stadion: Seacon Stadion - De Koel -, Venlo Toeschouwers: 6.200 Arbiter: Van Egmond |                                                      |           |          | Begois, Timisela, Verdellen , De Regt 46' ( Willemse), Fleuren, Auassar, Honda , Kantelberg 70' ( Verbeek), El Gaaouiri 79' ( Ofrany), Calabro, Dadda | Villadsen, Bevaart , Ouédraogo, Huisman de Jong, De Vries 58' ( Görtz), Schotman 58' ( Verwey), Ripson, Haemhouts, Zijm 55' ( Bechan), Stroeve , Ten Voorde |  |
| Stadion: Seacon Stadion - De Koel -, Venlo Toeschouwers: 6.200 Arbiter: Van Egmond |                                                      |           |          | Begois, Timisela, Verdellen , De Regt 46' ( Willemse), Fleuren, Auassar, Honda , Kantelberg 70' ( Verbeek), El Gaaouiri 79' ( Ofrany), Calabro, Dadda | Villadsen, Bevaart , Ouédraogo, Huisman de Jong, De Vries 58' ( Görtz), Schotman 58' ( Verwey), Ripson, Haemhouts, Zijm 55' ( Bechan), Stroeve , Ten Voorde |  |
|                                                                                    |                                                      |           |          | | |  |

Speelronde 36:
| Vrijdag 24 april 2009, 20:00                                                       | VVV-Venlo   | 1-0 (0-0) | Haarlem | Opstelling VVV-Venlo | Opstelling Haarlem |  |
| Stadion: Seacon Stadion - De Koel -, Venlo Toeschouwers: 6.500 Arbiter: Van Meenen | Leemans 81' |           |         | Begois, Timisela , Verdellen, De Regt, Fleuren, Van Kouwen 80' ( Leemans), Honda , Kantelberg 70' ( Verbeek), El Gaaouiri, Calabro, Dadda 67' ( Ofrany) | Van Duin, Berck Beelenkamp, Akerboom, Karreman, Kruijer 83' ( Jongebloet), Post, Van den Broek, Kousemaker, Wijks, Ten Heuvel 77' ( El Yaakoubi ), Veenstra |  |
| Stadion: Seacon Stadion - De Koel -, Venlo Toeschouwers: 6.500 Arbiter: Van Meenen |             |           |         | Begois, Timisela , Verdellen, De Regt, Fleuren, Van Kouwen 80' ( Leemans), Honda , Kantelberg 70' ( Verbeek), El Gaaouiri, Calabro, Dadda 67' ( Ofrany) | Van Duin, Berck Beelenkamp, Akerboom, Karreman, Kruijer 83' ( Jongebloet), Post, Van den Broek, Kousemaker, Wijks, Ten Heuvel 77' ( El Yaakoubi ), Veenstra |  |
| Stadion: Seacon Stadion - De Koel -, Venlo Toeschouwers: 6.500 Arbiter: Van Meenen |             |           |         | Begois, Timisela , Verdellen, De Regt, Fleuren, Van Kouwen 80' ( Leemans), Honda , Kantelberg 70' ( Verbeek), El Gaaouiri, Calabro, Dadda 67' ( Ofrany) | Van Duin, Berck Beelenkamp, Akerboom, Karreman, Kruijer 83' ( Jongebloet), Post, Van den Broek, Kousemaker, Wijks, Ten Heuvel 77' ( El Yaakoubi ), Veenstra |  |
| Bijz.: VVV kampioen en gepromoveerd naar de Eredivisie.                            |             |           |         | | |  |

Speelronde 37:
| Vrijdag 1 mei 2009, 20:00                                                | AGOVV Apeldoorn      | 2-1 (1-0) | VVV-Venlo  | Opstelling AGOVV Apeldoorn | Opstelling VVV-Venlo |  |
| Stadion: Stadion Berg & Bos, Apeldoorn Toeschouwers: 2.954 Arbiter: Diks | Bokila 28' Wille 89' |           | 85' Kolder | Terol, Cathalina 75' ( Jenner ), Tailor, N'Toko, Garritsen, Chadli 90' ( Kabeya), Leeuwin, Pater, Baum 67' ( Wille), Bokila , Van de Haar | Begois, Timisela, De Regt, Reekers 61' ( Leemans ), Fleuren, Verbeek 69' ( Kantelberg), Van Kouwen 83' ( Kolder), Honda , Schaken, Calabro, El Gaaouiri |  |
| Stadion: Stadion Berg & Bos, Apeldoorn Toeschouwers: 2.954 Arbiter: Diks |                      |           |            | Terol, Cathalina 75' ( Jenner ), Tailor, N'Toko, Garritsen, Chadli 90' ( Kabeya), Leeuwin, Pater, Baum 67' ( Wille), Bokila , Van de Haar | Begois, Timisela, De Regt, Reekers 61' ( Leemans ), Fleuren, Verbeek 69' ( Kantelberg), Van Kouwen 83' ( Kolder), Honda , Schaken, Calabro, El Gaaouiri |  |
| Stadion: Stadion Berg & Bos, Apeldoorn Toeschouwers: 2.954 Arbiter: Diks |                      |           |            | Terol, Cathalina 75' ( Jenner ), Tailor, N'Toko, Garritsen, Chadli 90' ( Kabeya), Leeuwin, Pater, Baum 67' ( Wille), Bokila , Van de Haar | Begois, Timisela, De Regt, Reekers 61' ( Leemans ), Fleuren, Verbeek 69' ( Kantelberg), Van Kouwen 83' ( Kolder), Honda , Schaken, Calabro, El Gaaouiri |  |
|                                                                          |                      |           |            | | |  |

Speelronde 38:
| Vrijdag 8 mei 2009, 20:00                                                        | VVV-Venlo                                             | 4-1 (1-0) | FC Omniworld | Opstelling VVV-Venlo | Opstelling FC Omniworld |  |
| Stadion: Seacon Stadion - De Koel -, Venlo Toeschouwers: 6.203 Arbiter: Makkelie | Troost 15' (e.d.) Calabro 73' Calabro 77' Schaken 83' |           | 85' Faria    | Begois, Timisela , Van Kouwen, Verdellen, Fleuren, Auassar 67' ( Kolder), Honda , Kantelberg 73' ( Verbeek), El Gaaouiri, Calabro, Ofrany 60' ( Schaken) | Zegers 61' ( Hogervorst), Van Essen 76' ( Jansen), Troost, Krimp, Kappenberg, Van Toor, Faria, Duits , Malone, Zeefuik 83' ( Van Kammen), Tayeb |  |
| Stadion: Seacon Stadion - De Koel -, Venlo Toeschouwers: 6.203 Arbiter: Makkelie |                                                       |           |              | Begois, Timisela , Van Kouwen, Verdellen, Fleuren, Auassar 67' ( Kolder), Honda , Kantelberg 73' ( Verbeek), El Gaaouiri, Calabro, Ofrany 60' ( Schaken) | Zegers 61' ( Hogervorst), Van Essen 76' ( Jansen), Troost, Krimp, Kappenberg, Van Toor, Faria, Duits , Malone, Zeefuik 83' ( Van Kammen), Tayeb |  |
| Stadion: Seacon Stadion - De Koel -, Venlo Toeschouwers: 6.203 Arbiter: Makkelie |                                                       |           |              | Begois, Timisela , Van Kouwen, Verdellen, Fleuren, Auassar 67' ( Kolder), Honda , Kantelberg 73' ( Verbeek), El Gaaouiri, Calabro, Ofrany 60' ( Schaken) | Zegers 61' ( Hogervorst), Van Essen 76' ( Jansen), Troost, Krimp, Kappenberg, Van Toor, Faria, Duits , Malone, Zeefuik 83' ( Van Kammen), Tayeb |  |
|                                                                                  |                                                       |           |              | | |  |

### KNVB beker
Tweede ronde:
| Woensdag 24 september 2008, 20:00                                                | VVV-Venlo                     | 2-3 n.v. (0-0) | FC Volendam                       | Opstelling VVV-Venlo | Opstelling FC Volendam |  |
| Stadion: Seacon Stadion - De Koel -, Venlo Toeschouwers: 3.808 Arbiter: Liesveld | De Regt 65' Kolder 90' (pen.) |                | 52' Tuijp 73' Boots 97' Sheotahul | Wintjens, De Regt, Verdellen , Auassar, Fleuren, Verbeek 77' ( Kruijsen ), Leemans 46' ( Van Kouwen ), Honda, Ofrany, Kolder, Kantelberg 59' ( Dadda) | Verhoeven, Maynard , Schilder, Boots, Meijers 90', De Lange , Hofstede 120' ( Yıldız), Valenta 105' ( Smit), Van Dijk 62' ( Lopes), Tuijp , Sheotahul |  |
| Stadion: Seacon Stadion - De Koel -, Venlo Toeschouwers: 3.808 Arbiter: Liesveld |                               |                |                                   | Wintjens, De Regt, Verdellen , Auassar, Fleuren, Verbeek 77' ( Kruijsen ), Leemans 46' ( Van Kouwen ), Honda, Ofrany, Kolder, Kantelberg 59' ( Dadda) | Verhoeven, Maynard , Schilder, Boots, Meijers 90', De Lange , Hofstede 120' ( Yıldız), Valenta 105' ( Smit), Van Dijk 62' ( Lopes), Tuijp , Sheotahul |  |
| Stadion: Seacon Stadion - De Koel -, Venlo Toeschouwers: 3.808 Arbiter: Liesveld |                               |                |                                   | Wintjens, De Regt, Verdellen , Auassar, Fleuren, Verbeek 77' ( Kruijsen ), Leemans 46' ( Van Kouwen ), Honda, Ofrany, Kolder, Kantelberg 59' ( Dadda) | Verhoeven, Maynard , Schilder, Boots, Meijers 90', De Lange , Hofstede 120' ( Yıldız), Valenta 105' ( Smit), Van Dijk 62' ( Lopes), Tuijp , Sheotahul |  |
| Bijz.: VVV uitgeschakeld.                                                        |                               |                |                                   | | |  |

## Oefenwedstrijden

### Voorbereiding
| Zaterdag 28 juni 2008, 18:00                         | VOS | 0-18 (0-11) | VVV-Venlo | Opstelling VOS | Opstelling VVV-Venlo |
| Stadion: Sportpark Merelweg, Venlo Toeschouwers: 750 |     |             | 10' (pen.) Kolder 11' Schaken 18' Timisela 21' Dadda 27' Honda 30' Kolder 34' Schaken 36' Honda 38' Kolder 42' Kolder 45' Kolder 48' Ofrany 55' Auassar 65' Timisela 71' Calabro 87' Timisela 89' Ofrany 90' Leemans |                | Wintjens, Timisela 46' ( Mampuya), Verdellen 46' ( De Regt, Reekers 46' ( Willemse), Fleuren, Van Kouwen 46' ( Leemans), Honda 46' ( Auassar), Verbeek 61' ( Timisela), Schaken 46' ( Ofrany), Kolder 46' ( Kuijpers), Dadda 61' ( Calabro) |
| Stadion: Sportpark Merelweg, Venlo Toeschouwers: 750 |     |             | |                | Wintjens, Timisela 46' ( Mampuya), Verdellen 46' ( De Regt, Reekers 46' ( Willemse), Fleuren, Van Kouwen 46' ( Leemans), Honda 46' ( Auassar), Verbeek 61' ( Timisela), Schaken 46' ( Ofrany), Kolder 46' ( Kuijpers), Dadda 61' ( Calabro) |
| Stadion: Sportpark Merelweg, Venlo Toeschouwers: 750 |     |             | |                | Wintjens, Timisela 46' ( Mampuya), Verdellen 46' ( De Regt, Reekers 46' ( Willemse), Fleuren, Van Kouwen 46' ( Leemans), Honda 46' ( Auassar), Verbeek 61' ( Timisela), Schaken 46' ( Ofrany), Kolder 46' ( Kuijpers), Dadda 61' ( Calabro) |
|                                                      |     |             | |                | |

| Dinsdag 1 juli 2008, 19:00                                | SC Irene | 0-6 (0-2) | VVV-Venlo                                                           | Opstelling SC Irene | Opstelling VVV-Venlo |
| Stadion: Sportpark De Bakenbos, Tegelen Toeschouwers: 800 |          |           | 14' Ofrany 26' Honda 47' Dadda 55' De Regt 85' De Regt 90' Kuijpers |                     | Begois, Mampuya, Verdellen 46' ( De Regt), Reekers 46' ( Van Kouwen), Willemse 46' ( Fleuren), Timisela 46' ( Verbeek), Leemans, Honda 46' ( Kantelberg), Schaken 46' ( Kuijpers), Calabro 46' ( Kolder), Ofrany 46' ( Dadda) |
| Stadion: Sportpark De Bakenbos, Tegelen Toeschouwers: 800 |          |           |                                                                     |                     | Begois, Mampuya, Verdellen 46' ( De Regt), Reekers 46' ( Van Kouwen), Willemse 46' ( Fleuren), Timisela 46' ( Verbeek), Leemans, Honda 46' ( Kantelberg), Schaken 46' ( Kuijpers), Calabro 46' ( Kolder), Ofrany 46' ( Dadda) |
| Stadion: Sportpark De Bakenbos, Tegelen Toeschouwers: 800 |          |           |                                                                     |                     | Begois, Mampuya, Verdellen 46' ( De Regt), Reekers 46' ( Van Kouwen), Willemse 46' ( Fleuren), Timisela 46' ( Verbeek), Leemans, Honda 46' ( Kantelberg), Schaken 46' ( Kuijpers), Calabro 46' ( Kolder), Ofrany 46' ( Dadda) |
|                                                           |          |           |                                                                     |                     | |

| Vrijdag 4 juli 2008, 19:00                                               | Quick Boys '31 | 0-10 (0-5) | VVV-Venlo | Opstelling Quick Boys '31 | Opstelling VVV-Venlo |
| Stadion: Sportpark Hagerhof, Venlo Toeschouwers: 800 Arbiter: W. Janssen |                |            | 5' Van Dessel 21' Honda 29' Leemans 40' Kantelberg 43' Honda 59' Ofrany 70' Honda 76' Verbeek 88' Calabro 89' Calabro |                           | Wintjens, Mampuya 46' ( De Regt), Verdellen 46' ( Reekers), Van Kouwen , Fleuren 46' ( Willemse), Leemans 46' ( Timisela), Honda, Van Dessel 46' ( Verbeek), Schaken 46' ( Kuijpers), Kolder 46' ( Calabro), Kantelberg 46' ( Ofrany) |
| Stadion: Sportpark Hagerhof, Venlo Toeschouwers: 800 Arbiter: W. Janssen |                |            | |                           | Wintjens, Mampuya 46' ( De Regt), Verdellen 46' ( Reekers), Van Kouwen , Fleuren 46' ( Willemse), Leemans 46' ( Timisela), Honda, Van Dessel 46' ( Verbeek), Schaken 46' ( Kuijpers), Kolder 46' ( Calabro), Kantelberg 46' ( Ofrany) |
| Stadion: Sportpark Hagerhof, Venlo Toeschouwers: 800 Arbiter: W. Janssen |                |            | |                           | Wintjens, Mampuya 46' ( De Regt), Verdellen 46' ( Reekers), Van Kouwen , Fleuren 46' ( Willemse), Leemans 46' ( Timisela), Honda, Van Dessel 46' ( Verbeek), Schaken 46' ( Kuijpers), Kolder 46' ( Calabro), Kantelberg 46' ( Ofrany) |
|                                                                          |                |            | |                           | |

| Woensdag 9 juli 2008, 19:00                              | Regioteam Garderen | 0-6 (0-3) | VVV-Venlo                                                                     | Opstelling Regioteam Garderen | Opstelling VVV-Venlo |
| Stadion: Sportpark Westeneng, Garderen Toeschouwers: 100 |                    |           | 4' Calabro 33' Kolder 38' Ofrany 56' Kantelberg 79' Kantelberg 82' Kantelberg |                               | Begois, Timisela 46' ( Mampuya), Reekers, Van Kouwen 46' ( Verdellen), Fleuren 46' ( Willemse), Schaken 46' ( De Regt), Leemans 46' ( Verbeek), Van Dessel 46' ( Schoolmeesters), Ofrany 46' ( Kuijpers), Calabro 46' ( Kantelberg), Kolder 46' ( Dadda) |
| Stadion: Sportpark Westeneng, Garderen Toeschouwers: 100 |                    |           |                                                                               |                               | Begois, Timisela 46' ( Mampuya), Reekers, Van Kouwen 46' ( Verdellen), Fleuren 46' ( Willemse), Schaken 46' ( De Regt), Leemans 46' ( Verbeek), Van Dessel 46' ( Schoolmeesters), Ofrany 46' ( Kuijpers), Calabro 46' ( Kantelberg), Kolder 46' ( Dadda) |
| Stadion: Sportpark Westeneng, Garderen Toeschouwers: 100 |                    |           |                                                                               |                               | Begois, Timisela 46' ( Mampuya), Reekers, Van Kouwen 46' ( Verdellen), Fleuren 46' ( Willemse), Schaken 46' ( De Regt), Leemans 46' ( Verbeek), Van Dessel 46' ( Schoolmeesters), Ofrany 46' ( Kuijpers), Calabro 46' ( Kantelberg), Kolder 46' ( Dadda) |
|                                                          |                    |           |                                                                               |                               | |

| Zaterdag 12 juli 2008, 17:00                                                       | FC Vaslui                          | 3-1 (1-0) | VVV-Venlo      | Opstelling FC Vaslui | Opstelling VVV-Venlo |  |
| Stadion: Sportpark 't Eindpunt, Siebengewald Toeschouwers: 700 Arbiter: Van Boekel | Gheorghiu 33' Aliuţă 50' Neagu 90' |           | 54' Kantelberg | Buhuș , Burdujan     | Wintjens, Mampuya, Verdellen 60' ( Reekers), Van Kouwen , Fleuren, Leemans, Timisela 82' ( Dadda), Van Dessel 46' ( Verbeek), Schaken, Kolder, Kantelberg 60' ( Ofrany) |  |
| Stadion: Sportpark 't Eindpunt, Siebengewald Toeschouwers: 700 Arbiter: Van Boekel |                                    |           |                | Buhuș , Burdujan     | Wintjens, Mampuya, Verdellen 60' ( Reekers), Van Kouwen , Fleuren, Leemans, Timisela 82' ( Dadda), Van Dessel 46' ( Verbeek), Schaken, Kolder, Kantelberg 60' ( Ofrany) |  |
| Stadion: Sportpark 't Eindpunt, Siebengewald Toeschouwers: 700 Arbiter: Van Boekel |                                    |           |                | Buhuș , Burdujan     | Wintjens, Mampuya, Verdellen 60' ( Reekers), Van Kouwen , Fleuren, Leemans, Timisela 82' ( Dadda), Van Dessel 46' ( Verbeek), Schaken, Kolder, Kantelberg 60' ( Ofrany) |  |
|                                                                                    |                                    |           |                |                      | |  |

| Dinsdag 15 juli 2008, 19:00                                                     | KRC Genk | 0-0 (0-0) | VVV-Venlo | Opstelling KRC Genk | Opstelling VVV-Venlo |  |
| Stadion: Sportpark De Schoolkamp, Herkenbosch Toeschouwers: 800 Arbiter: Luinge |          |           |           | Bolat, Cornelis 85' ( Daeseleire), Caillet 46' ( João Carlos), Matoukou, Tiago 66' ( Pudil), Bošnjak 46' ( Alex), De Decker 66' ( Vrancken), Tóth 87' ( Vossen), Soetaers 46' ( Ogunjimi), Tőzsér 46' ( Barda, Nemec 66' ( Ndabashinze) | Begois, Mampuya, Reekers 61' ( Verdellen), Van Kouwen , Fleuren, Verbeek 75' ( Dadda), Leemans 75' ( De Regt), Van Dessel 61' ( Timisela), Schaken, Kolder, Ofrany 61' ( Kantelberg 87' ( Kuijpers)) |  |
| Stadion: Sportpark De Schoolkamp, Herkenbosch Toeschouwers: 800 Arbiter: Luinge |          |           |           | Bolat, Cornelis 85' ( Daeseleire), Caillet 46' ( João Carlos), Matoukou, Tiago 66' ( Pudil), Bošnjak 46' ( Alex), De Decker 66' ( Vrancken), Tóth 87' ( Vossen), Soetaers 46' ( Ogunjimi), Tőzsér 46' ( Barda, Nemec 66' ( Ndabashinze) | Begois, Mampuya, Reekers 61' ( Verdellen), Van Kouwen , Fleuren, Verbeek 75' ( Dadda), Leemans 75' ( De Regt), Van Dessel 61' ( Timisela), Schaken, Kolder, Ofrany 61' ( Kantelberg 87' ( Kuijpers)) |  |
| Stadion: Sportpark De Schoolkamp, Herkenbosch Toeschouwers: 800 Arbiter: Luinge |          |           |           | Bolat, Cornelis 85' ( Daeseleire), Caillet 46' ( João Carlos), Matoukou, Tiago 66' ( Pudil), Bošnjak 46' ( Alex), De Decker 66' ( Vrancken), Tóth 87' ( Vossen), Soetaers 46' ( Ogunjimi), Tőzsér 46' ( Barda, Nemec 66' ( Ndabashinze) | Begois, Mampuya, Reekers 61' ( Verdellen), Van Kouwen , Fleuren, Verbeek 75' ( Dadda), Leemans 75' ( De Regt), Van Dessel 61' ( Timisela), Schaken, Kolder, Ofrany 61' ( Kantelberg 87' ( Kuijpers)) |  |
|                                                                                 |          |           |           | | |  |

| Zaterdag 19 juli 2008, 19:00                                                   | VVV-Venlo             | 2-2 (0-2) | Maccabi Tel Aviv         | Opstelling VVV-Venlo | Opstelling Maccabi Tel Aviv |  |
| Stadion: Sportpark Dijckerhof, Reuver Toeschouwers: 1.200 Arbiter: Wiedemeijer | Dadda 57' Schaken 58' |           | 10' Yavruyan 33' Kamanan | Böhm, Mampuya, Verdellen , Reekers 46' ( Van Kouwen), Willemse 46' ( Fleuren), Timisela 77' ( Schoolmeesters), De Regt 46' ( Leemans), Verbeek 46' ( Van Dessel), Ofrany 46' ( Schaken), Kolder, Dadda 65' ( Kuijpers) | Shkalim                     |  |
| Stadion: Sportpark Dijckerhof, Reuver Toeschouwers: 1.200 Arbiter: Wiedemeijer |                       |           |                          | Böhm, Mampuya, Verdellen , Reekers 46' ( Van Kouwen), Willemse 46' ( Fleuren), Timisela 77' ( Schoolmeesters), De Regt 46' ( Leemans), Verbeek 46' ( Van Dessel), Ofrany 46' ( Schaken), Kolder, Dadda 65' ( Kuijpers) | Shkalim                     |  |
| Stadion: Sportpark Dijckerhof, Reuver Toeschouwers: 1.200 Arbiter: Wiedemeijer |                       |           |                          | Böhm, Mampuya, Verdellen , Reekers 46' ( Van Kouwen), Willemse 46' ( Fleuren), Timisela 77' ( Schoolmeesters), De Regt 46' ( Leemans), Verbeek 46' ( Van Dessel), Ofrany 46' ( Schaken), Kolder, Dadda 65' ( Kuijpers) | Shkalim                     |  |
|                                                                                |                       |           |                          | |                             |  |

| Woensdag 23 juli 2008, 19:00                                                 | Helmond Sport | 1-3 (1-1) | VVV-Venlo                                 | Opstelling Helmond Sport | Opstelling VVV-Venlo |  |
| Stadion: Sportpark De Houwakker, Ospel Toeschouwers: 750 Arbiter: E. Janssen | Jansen 8'     |           | 28' (pen.) Kolder 78' Leemans 82' Schaken | Strijbosch, Lammens, Jansen 73' ( Hikspoors), Uneken 27', Vandermieren 46' ( Suart), Höcher 75' ( Van de Gevel), Van Leerdam 82' ( Bronzwaer), Lettinga, Chida, Derksen 46' ( Andrade), Habraken 46' ( Roma ) | Begois, Mampuya 28' ( De Regt), Van Kouwen 80' ( Willemse), Verdellen, Fleuren, Timisela 63' ( Auassar), Leemans, Verbeek 54' ( El Gaaouiri), Schaken, Kolder, Ofrany 23' ( Dadda) |  |
| Stadion: Sportpark De Houwakker, Ospel Toeschouwers: 750 Arbiter: E. Janssen |               |           |                                           | Strijbosch, Lammens, Jansen 73' ( Hikspoors), Uneken 27', Vandermieren 46' ( Suart), Höcher 75' ( Van de Gevel), Van Leerdam 82' ( Bronzwaer), Lettinga, Chida, Derksen 46' ( Andrade), Habraken 46' ( Roma ) | Begois, Mampuya 28' ( De Regt), Van Kouwen 80' ( Willemse), Verdellen, Fleuren, Timisela 63' ( Auassar), Leemans, Verbeek 54' ( El Gaaouiri), Schaken, Kolder, Ofrany 23' ( Dadda) |  |
| Stadion: Sportpark De Houwakker, Ospel Toeschouwers: 750 Arbiter: E. Janssen |               |           |                                           | Strijbosch, Lammens, Jansen 73' ( Hikspoors), Uneken 27', Vandermieren 46' ( Suart), Höcher 75' ( Van de Gevel), Van Leerdam 82' ( Bronzwaer), Lettinga, Chida, Derksen 46' ( Andrade), Habraken 46' ( Roma ) | Begois, Mampuya 28' ( De Regt), Van Kouwen 80' ( Willemse), Verdellen, Fleuren, Timisela 63' ( Auassar), Leemans, Verbeek 54' ( El Gaaouiri), Schaken, Kolder, Ofrany 23' ( Dadda) |  |
|                                                                              |               |           |                                           | | |  |

| Zaterdag 26 juli 2008, 19:00                                               | Fortuna Sittard | 0-3 (0-2) | VVV-Venlo                          | Opstelling Fortuna Sittard | Opstelling VVV-Venlo |  |
| Stadion: Sportpark Suëstra, Susteren Toeschouwers: 700 Arbiter: Van Hulten |                 |           | 23' Verbeek 29' Calabro 75' Kolder | Meul, Geenen, Grabovac, Diouf 46' ( Facenna), Vanek 82' ( Maruanaja), Olondo, Simone , Heinrichs 46' ( Voorn), Van den Ouweland 82' ( Hoesen), Garlisi 68', Boymans | Begois, Mampuya 57' ( De Regt), Reekers 68', Van Kouwen , Fleuren, Verbeek, Leemans , Auassar 62' ( Verdellen), Schaken, Calabro 46' ( Kolder), El Gaaouiri 62' ( Dadda) |  |
| Stadion: Sportpark Suëstra, Susteren Toeschouwers: 700 Arbiter: Van Hulten |                 |           |                                    | Meul, Geenen, Grabovac, Diouf 46' ( Facenna), Vanek 82' ( Maruanaja), Olondo, Simone , Heinrichs 46' ( Voorn), Van den Ouweland 82' ( Hoesen), Garlisi 68', Boymans | Begois, Mampuya 57' ( De Regt), Reekers 68', Van Kouwen , Fleuren, Verbeek, Leemans , Auassar 62' ( Verdellen), Schaken, Calabro 46' ( Kolder), El Gaaouiri 62' ( Dadda) |  |
| Stadion: Sportpark Suëstra, Susteren Toeschouwers: 700 Arbiter: Van Hulten |                 |           |                                    | Meul, Geenen, Grabovac, Diouf 46' ( Facenna), Vanek 82' ( Maruanaja), Olondo, Simone , Heinrichs 46' ( Voorn), Van den Ouweland 82' ( Hoesen), Garlisi 68', Boymans | Begois, Mampuya 57' ( De Regt), Reekers 68', Van Kouwen , Fleuren, Verbeek, Leemans , Auassar 62' ( Verdellen), Schaken, Calabro 46' ( Kolder), El Gaaouiri 62' ( Dadda) |  |
|                                                                            |                 |           |                                    | | |  |

| Woensdag 30 juli 2008, 20:00                                                       | VVV-Venlo                                         | 1-1 n.v. (0-1) | PSV                               | Opstelling VVV-Venlo | Opstelling PSV |  |
| Stadion: Seacon Stadion - De Koel -, Venlo Toeschouwers: 5.063 Arbiter: Van Hulten | Calabro 90' Calabro Van Kouwen Kantelberg Leemans |                | 3' Afellay Lazović Simons Salcido | Begois, Mampuya 81' ( De Regt), Reekers, Van Kouwen , Fleuren, Timisela 84' ( Dadda), Leemans , Verbeek 58' ( Auassar ), Schaken, Kolder 46' ( Calabro), El Gaaouiri 68' ( Kantelberg) | Isaksson, Salcido, Addo, Maza 46' ( Van Eijden 75' ( Van der Leegte ), Alcides, Méndez 46' ( Amrabat), Simons, Čulina 61' ( Väyrynen), Dzsudzsák 46' ( Zonneveld ), Afellay , Lazović |  |
| Stadion: Seacon Stadion - De Koel -, Venlo Toeschouwers: 5.063 Arbiter: Van Hulten |                                                   |                |                                   | Begois, Mampuya 81' ( De Regt), Reekers, Van Kouwen , Fleuren, Timisela 84' ( Dadda), Leemans , Verbeek 58' ( Auassar ), Schaken, Kolder 46' ( Calabro), El Gaaouiri 68' ( Kantelberg) | Isaksson, Salcido, Addo, Maza 46' ( Van Eijden 75' ( Van der Leegte ), Alcides, Méndez 46' ( Amrabat), Simons, Čulina 61' ( Väyrynen), Dzsudzsák 46' ( Zonneveld ), Afellay , Lazović |  |
| Stadion: Seacon Stadion - De Koel -, Venlo Toeschouwers: 5.063 Arbiter: Van Hulten |                                                   |                |                                   | Begois, Mampuya 81' ( De Regt), Reekers, Van Kouwen , Fleuren, Timisela 84' ( Dadda), Leemans , Verbeek 58' ( Auassar ), Schaken, Kolder 46' ( Calabro), El Gaaouiri 68' ( Kantelberg) | Isaksson, Salcido, Addo, Maza 46' ( Van Eijden 75' ( Van der Leegte ), Alcides, Méndez 46' ( Amrabat), Simons, Čulina 61' ( Väyrynen), Dzsudzsák 46' ( Zonneveld ), Afellay , Lazović |  |
| Bijz.: 5e editie Herman Teeuwen Memorial. VVV wint na strafschoppen 4-2.           |                                                   |                |                                   | | |  |

### Tijdens het seizoen
| Zaterdag 10 januari 2009, 14:00                                               | VVV-Venlo                           | 3-0 (3-0) | KRC Genk | Opstelling VVV-Venlo | Opstelling KRC Genk |  |
| Stadion: Sportpark De Wolfsberg, Herten Toeschouwers: 400 Arbiter: Van Boekel | Calabro 14' Calabro 29' Leemans 37' |           |          | Wintjens 46' ( Begois), Timisela 63' ( Mampuya), Verdellen 46' ( De Regt), Auassar, Fleuren, Leemans 63' ( Willemse), Honda 46' ( Kantelberg), Verbeek, Schaken 63' ( Ofrany), Calabro 46' ( Kolder), El Gaaouiri | Verhulst, Cornelis 75' ( Hubert), João Carlos, Ngcongca, Tiago 46' ( Soetaers), Alex 75' ( Ndabashinze), De Decker, Tóth 46' ( Tőzsér), Pudil, Barda 46' ( Vossen), Nemec |  |
| Stadion: Sportpark De Wolfsberg, Herten Toeschouwers: 400 Arbiter: Van Boekel |                                     |           |          | Wintjens 46' ( Begois), Timisela 63' ( Mampuya), Verdellen 46' ( De Regt), Auassar, Fleuren, Leemans 63' ( Willemse), Honda 46' ( Kantelberg), Verbeek, Schaken 63' ( Ofrany), Calabro 46' ( Kolder), El Gaaouiri | Verhulst, Cornelis 75' ( Hubert), João Carlos, Ngcongca, Tiago 46' ( Soetaers), Alex 75' ( Ndabashinze), De Decker, Tóth 46' ( Tőzsér), Pudil, Barda 46' ( Vossen), Nemec |  |
| Stadion: Sportpark De Wolfsberg, Herten Toeschouwers: 400 Arbiter: Van Boekel |                                     |           |          | Wintjens 46' ( Begois), Timisela 63' ( Mampuya), Verdellen 46' ( De Regt), Auassar, Fleuren, Leemans 63' ( Willemse), Honda 46' ( Kantelberg), Verbeek, Schaken 63' ( Ofrany), Calabro 46' ( Kolder), El Gaaouiri | Verhulst, Cornelis 75' ( Hubert), João Carlos, Ngcongca, Tiago 46' ( Soetaers), Alex 75' ( Ndabashinze), De Decker, Tóth 46' ( Tőzsér), Pudil, Barda 46' ( Vossen), Nemec |  |
|                                                                               |                                     |           |          | | |  |

| Dinsdag 12 mei 2009 | Suriname | 0-3 | VVV-Venlo                               | Opstelling Suriname                                                                    | Opstelling VVV-Venlo |  |
| Stadion: Amsterdam Arena, Amsterdam Toeschouwers: 7.000 Arbiter: Luinge                                                                                       |          |     | 10' Kolder 16' Timisela 33' El Gaaouiri | Damba, Felter, Garden, Huur, Jap A Joe, Limón, Sordam, Pokie, Pinas, Rigters, Tiendari | Wintjens 21' ( Böhm), De Regt 21' ( Fleuren), Verdellen, Van Kouwen, Auassar, Timisela, Van Dessel, Honda , El Gaaouiri, Kolder, Ofrany 33' ( Kruijsen) |  |
| Stadion: Amsterdam Arena, Amsterdam Toeschouwers: 7.000 Arbiter: Luinge                                                                                       |          |     |                                         | Damba, Felter, Garden, Huur, Jap A Joe, Limón, Sordam, Pokie, Pinas, Rigters, Tiendari | Wintjens 21' ( Böhm), De Regt 21' ( Fleuren), Verdellen, Van Kouwen, Auassar, Timisela, Van Dessel, Honda , El Gaaouiri, Kolder, Ofrany 33' ( Kruijsen) |  |
| Stadion: Amsterdam Arena, Amsterdam Toeschouwers: 7.000 Arbiter: Luinge                                                                                       |          |     |                                         | Damba, Felter, Garden, Huur, Jap A Joe, Limón, Sordam, Pokie, Pinas, Rigters, Tiendari | Wintjens 21' ( Böhm), De Regt 21' ( Fleuren), Verdellen, Van Kouwen, Auassar, Timisela, Van Dessel, Honda , El Gaaouiri, Kolder, Ofrany 33' ( Kruijsen) |  |
| Bijz.: Benefietwedstrijd in een minitoernooi, met twee wedstrijden van 40 minuten. Andere wedstrijdː Jong Ajax - Suriprofs eindigt 0-0. VVV winnaar toernooi. |          |     |                                         |                                                                                        | |  |

## Eindstand
| №  | Club                  | WG | W  | G  | V  | DV | DT | +/– | Punten |
| -- | --------------------- | -- | -- | -- | -- | -- | -- | --- | ------ |
|    | VVV-Venlo             | 38 | 25 | 5  | 8  | 86 | 38 | +48 | 80     |
| 2  | RKC Waalwijk          | 38 | 18 | 17 | 3  | 68 | 31 | +37 | 71     |
| 3  | SC Cambuur Leeuwarden | 38 | 20 | 9  | 9  | 68 | 48 | +20 | 69     |
| 4  | FC Zwolle             | 38 | 18 | 9  | 11 | 58 | 49 | +9  | 63     |
| 5  | Excelsior             | 38 | 16 | 13 | 9  | 53 | 43 | +10 | 61     |
| 6  | MVV                   | 38 | 16 | 12 | 10 | 59 | 42 | +17 | 60     |
| 7  | Go Ahead Eagles       | 38 | 14 | 14 | 10 | 41 | 41 | 0   | 56     |
| 8  | FC Dordrecht          | 38 | 15 | 10 | 13 | 51 | 39 | +12 | 55     |
| 9  | FC Den Bosch          | 38 | 15 | 8  | 15 | 59 | 51 | +8  | 53     |
| 10 | Helmond Sport         | 38 | 14 | 11 | 13 | 50 | 48 | +2  | 53     |
| 11 | AGOVV Apeldoorn       | 38 | 15 | 7  | 16 | 60 | 67 | –7  | 52     |
| 12 | Haarlem               | 38 | 15 | 5  | 18 | 43 | 55 | –12 | 50     |
| 13 | FC Emmen              | 38 | 13 | 8  | 17 | 48 | 66 | –18 | 47     |
| 14 | TOP Oss               | 38 | 11 | 9  | 18 | 50 | 63 | –13 | 42     |
| 15 | Fortuna Sittard       | 38 | 11 | 9  | 18 | 42 | 59 | –17 | 42     |
| 16 | RBC Roosendaal        | 38 | 11 | 7  | 20 | 43 | 55 | –12 | 40     |
| 17 | Telstar               | 38 | 9  | 12 | 17 | 42 | 56 | –14 | 39     |
| 18 | FC Eindhoven          | 38 | 9  | 14 | 15 | 59 | 80 | –21 | 38     |
| 19 | BV Veendam            | 38 | 10 | 9  | 19 | 46 | 67 | –21 | 36     |
| 20 | FC Omniworld          | 38 | 8  | 6  | 24 | 40 | 65 | –25 | 30     |

## Statistieken
Legenda
- W Wedstrijden
- Doelpunt
- Gele kaart
- 2× gele kaart in 1 wedstrijd
- Rode kaart

| Nat.                                      | Spelersnaam         | Eerste divisie | Eerste divisie | Eerste divisie | Eerste divisie | Eerste divisie |  | KNVB beker | KNVB beker | KNVB beker | KNVB beker | KNVB beker |  | Play-offs | Play-offs | Play-offs | Play-offs | Play-offs |  | Totaal | Totaal | Totaal | Totaal | Totaal |
| ----------------------------------------- | ------------------- | -------------- | -------------- | -------------- | -------------- | -------------- |  | ---------- | ---------- | ---------- | ---------- | ---------- |  | --------- | --------- | --------- | --------- | --------- |  | ------ | ------ | ------ | ------ | ------ |
| Nat.                                      | Spelersnaam         | W              |                |                |                |                |  | W          |            |            |            |            |  | W         |           |           |           |           |  | W      |        |        |        |        |
| Keepers                                   |                     |                |                |                |                |                |  |            |            |            |            |            |  |           |           |           |           |           |  |        |        |        |        |        |
| Vlag van België                           | Kevin Begois        | 20             | 0              | 0              | 0              | 0              |  | 0          | 0          | 0          | 0          | 0          |  | 0         | 0         | 0         | 0         | 0         |  | 20     | 0      | 0      | 0      | 0      |
| Vlag van Duitsland                        | Robert Böhm         | 0              | 0              | 0              | 0              | 0              |  | 0          | 0          | 0          | 0          | 0          |  | 0         | 0         | 0         | 0         | 0         |  | 0      | 0      | 0      | 0      | 0      |
| Vlag van Nederland                        | Rob Kuijpers        | 0              | 0              | 0              | 0              | 0              |  | 0          | 0          | 0          | 0          | 0          |  | 0         | 0         | 0         | 0         | 0         |  | 0      | 0      | 0      | 0      | 0      |
| Vlag van Nederland                        | Danny Wintjens      | 18             | 0              | 1              | 0              | 0              |  | 1          | 0          | 0          | 0          | 0          |  | 0         | 0         | 0         | 0         | 0         |  | 19     | 0      | 1      | 0      | 0      |
| Verdediging                               |                     |                |                |                |                |                |  |            |            |            |            |            |  |           |           |           |           |           |  |        |        |        |        |        |
| Vlag van Nederland                        | Niels Fleuren       | 38             | 0              | 1              | 0              | 0              |  | 1          | 0          | 0          | 0          | 0          |  | 0         | 0         | 0         | 0         | 0         |  | 39     | 0      | 1      | 0      | 0      |
| Vlag van Nederland                        | Frank van Kouwen    | 28             | 3              | 7              | 0              | 0              |  | 1          | 0          | 1          | 0          | 0          |  | 0         | 0         | 0         | 0         | 0         |  | 29     | 3      | 8      | 0      | 0      |
| Vlag van België                           | Mike Mampuya        | 19             | 0              | 2              | 0              | 0              |  | 0          | 0          | 0          | 0          | 0          |  | 0         | 0         | 0         | 0         | 0         |  | 19     | 0      | 2      | 0      | 0      |
| Vlag van Nederland                        | Peter Reekers       | 13             | 0              | 3              | 0              | 0              |  | 0          | 0          | 0          | 0          | 0          |  | 0         | 0         | 0         | 0         | 0         |  | 13     | 0      | 3      | 0      | 0      |
| Vlag van Nederland                        | Ferry de Regt       | 23             | 2              | 4              | 0              | 0              |  | 1          | 1          | 0          | 0          | 0          |  | 0         | 0         | 0         | 0         | 0         |  | 24     | 3      | 4      | 0      | 0      |
| Vlag van Nederland                        | Michael Timisela    | 24             | 0              | 4              | 0              | 0              |  | 0          | 0          | 0          | 0          | 0          |  | 0         | 0         | 0         | 0         | 0         |  | 24     | 0      | 4      | 0      | 0      |
| Vlag van Nederland                        | Sjors Verdellen     | 22             | 0              | 3              | 0              | 0              |  | 1          | 0          | 0          | 0          | 0          |  | 0         | 0         | 0         | 0         | 0         |  | 23     | 0      | 3      | 0      | 0      |
| Vlag van Nederland                        | Robert Willemse     | 2              | 0              | 0              | 0              | 0              |  | 0          | 0          | 0          | 0          | 0          |  | 0         | 0         | 0         | 0         | 0         |  | 2      | 0      | 0      | 0      | 0      |
| Middenveld                                |                     |                |                |                |                |                |  |            |            |            |            |            |  |           |           |           |           |           |  |        |        |        |        |        |
| Vlag van Nederland                        | Adil Auassar        | 15             | 0              | 1              | 0              | 0              |  | 1          | 0          | 0          | 0          | 0          |  | 0         | 0         | 0         | 0         | 0         |  | 16     | 0      | 1      | 0      | 0      |
| Vlag van België                           | Kevin van Dessel    | 16             | 0              | 1              | 0              | 0              |  | 0          | 0          | 0          | 0          | 0          |  | 0         | 0         | 0         | 0         | 0         |  | 16     | 0      | 1      | 0      | 0      |
| Vlag van Japan                            | Keisuke Honda       | 36             | 16             | 3              | 0              | 0              |  | 1          | 0          | 0          | 0          | 0          |  | 0         | 0         | 0         | 0         | 0         |  | 37     | 16     | 3      | 0      | 0      |
| Vlag van Nederlandse Antillen (1986-2010) | Leon Kantelberg     | 30             | 6              | 0              | 0              | 0              |  | 1          | 0          | 0          | 0          | 0          |  | 0         | 0         | 0         | 0         | 0         |  | 31     | 6      | 0      | 0      | 0      |
| Vlag van Nederland                        | Quin Kruijsen       | 0              | 0              | 0              | 0              | 0              |  | 1          | 0          | 1          | 0          | 0          |  | 0         | 0         | 0         | 0         | 0         |  | 1      | 0      | 1      | 0      | 0      |
| Vlag van België                           | Ken Leemans         | 32             | 5              | 8              | 0              | 0              |  | 1          | 0          | 0          | 0          | 0          |  | 0         | 0         | 0         | 0         | 0         |  | 33     | 5      | 8      | 0      | 0      |
| Vlag van Nederland                        | Noud Schoolmeesters | 0              | 0              | 0              | 0              | 0              |  | 0          | 0          | 0          | 0          | 0          |  | 0         | 0         | 0         | 0         | 0         |  | 0      | 0      | 0      | 0      | 0      |
| Aanval                                    |                     |                |                |                |                |                |  |            |            |            |            |            |  |           |           |           |           |           |  |        |        |        |        |        |
| Vlag van Nederland                        | Sandro Calabro      | 34             | 25             | 2              | 0              | 0              |  | 0          | 0          | 0          | 0          | 0          |  | 0         | 0         | 0         | 0         | 0         |  | 34     | 25     | 2      | 0      | 0      |
| Vlag van Nederland                        | Soufiane Dadda      | 18             | 2              | 0              | 0              | 0              |  | 1          | 0          | 0          | 0          | 0          |  | 0         | 0         | 0         | 0         | 0         |  | 19     | 2      | 0      | 0      | 0      |
| Vlag van Nederland                        | Samir El Gaaouiri   | 32             | 12             | 2              | 0              | 0              |  | 0          | 0          | 0          | 0          | 0          |  | 0         | 0         | 0         | 0         | 0         |  | 32     | 12     | 2      | 0      | 0      |
| Vlag van Nederland                        | Marnix Kolder       | 23             | 4              | 1              | 0              | 0              |  | 1          | 1          | 0          | 0          | 0          |  | 0         | 0         | 0         | 0         | 0         |  | 24     | 5      | 1      | 0      | 0      |
| Vlag van Nederland                        | Rico Kuijpers       | 0              | 0              | 0              | 0              | 0              |  | 0          | 0          | 0          | 0          | 0          |  | 0         | 0         | 0         | 0         | 0         |  | 0      | 0      | 0      | 0      | 0      |
| Vlag van Nederland                        | Rachid Ofrany       | 18             | 1              | 1              | 0              | 0              |  | 1          | 0          | 0          | 0          | 0          |  | 0         | 0         | 0         | 0         | 0         |  | 19     | 1      | 2      | 0      | 0      |
| Vlag van Nederland                        | Ruben Schaken       | 32             | 8              | 2              | 0              | 1              |  | 0          | 0          | 0          | 0          | 0          |  | 0         | 0         | 0         | 0         | 0         |  | 32     | 8      | 2      | 0      | 1      |
| Vlag van Nederland                        | Rick Verbeek        | 30             | 0              | 0              | 0              | 0              |  | 1          | 0          | 0          | 0          | 0          |  | 0         | 0         | 0         | 0         | 0         |  | 31     | 0      | 0      | 0      | 0      |
| Nat.                                      | Spelersnaam         | W              |                |                |                |                |  | W          |            |            |            |            |  | W         |           |           |           |           |  | W      |        |        |        |        |
| Nat.                                      | Spelersnaam         | Eredivisie     | Eredivisie     | Eredivisie     | Eredivisie     | Eredivisie     |  | KNVB beker | KNVB beker | KNVB beker | KNVB beker | KNVB beker |  | Play-offs | Play-offs | Play-offs | Play-offs | Play-offs |  | Totaal | Totaal | Totaal | Totaal | Totaal |

### Topscorers 2008/2009
| Nr.    | Naam                            | Goal |
| ------ | ------------------------------- | ---- |
| 1.     | Sandro Calabro                  | 25   |
| 2.     | Keisuke Honda                   | 16   |
| 3.     | Samir El Gaaouiri               | 12   |
| 4.     | Ruben Schaken                   | 8    |
| 5.     | Leon Kantelberg                 | 6    |
| 6.     | Ken Leemans                     | 5    |
| 7.     | Marnix Kolder                   | 4    |
| 8.     | Frank van Kouwen                | 3    |
| 9.     | Ferry de Regt                   | 2    |
|        | Soufiane Dadda                  | 2    |
| 11.    | Rachid Ofrany                   | 1    |
| 12.    | Sjoerd Schrier (RBC Roosendaal) | 1    |
|        | Renee Troost (FC Omniworld)     | 1    |
| Totaal | Totaal                          | 86   |

| Nr.    | Naam          | Goal |
| ------ | ------------- | ---- |
| 1.     | Ferry de Regt | 1    |
|        | Marnix Kolder | 1    |
| Totaal | Totaal        | 2    |

| Nr.    | Naam              | Goal |
| ------ | ----------------- | ---- |
| 1.     | Marnix Kolder     | 9    |
| 2.     | Sandro Calabro    | 8    |
| 3.     | Keisuke Honda     | 6    |
| 4.     | Rachid Ofrany     | 5    |
|        | Leon Kantelberg   | 5    |
| 6.     | Ruben Schaken     | 4    |
|        | Ken Leemans       | 4    |
| 8.     | Soufiane Dadda    | 3    |
| 9.     | Ferry de Regt     | 2    |
|        | Rick Verbeek      | 2    |
| 11.    | Adil Auassar      | 1    |
|        | Rico Kuijpers     | 1    |
|        | Kevin van Dessel  | 1    |
|        | Samir El Gaaouiri | 1    |
| Totaal | Totaal            | 56   |

AGOVV Apeldoorn ·
SC Cambuur ·
FC Den Bosch ·
FC Dordrecht ·
FC Eindhoven ·
FC Emmen ·
Excelsior ·
Fortuna Sittard ·
Go Ahead Eagles ·
Helmond Sport ·
Haarlem ·
MVV ·
FC Omniworld ·
RBC Roosendaal ·
RKC Waalwijk ·
Telstar ·
TOP Oss ·
VVV-Venlo ·
FC Zwolle